# Marija Šarapova
Maríja Júr’evna Šarápova (in russo Мари́я Ю́рьевна Шара́пова? ; Njagan', 19 aprile 1987) è un'imprenditrice ed ex tennista russa, il cui nome è noto anche nella traslitterazione non scientifica Maria Sharapova.
Soprannominata La tigre siberiana, è considerata una delle tenniste più forti della storia. La vittoria a soli 17 anni del torneo di Wimbledon, ha segnato l'inizio di una delle carriere sportive più notevoli della storia del tennis. Oltre al già citato torneo londinese, la Sharapova ha vinto altri quattro tornei del Grande Slam: un Australian Open, due Roland Garros e uno US Open, diventando quindi una delle dieci giocatrici della storia ad avere completato il Career Grand Slam, traguardo raggiunto il 9 giugno 2012 con la vittoria del suo primo Roland Garros. Vanta 36 tornei WTA in singolare, tra cui le WTA Finals nel 2004, e dodici tornei di categoria Premier.
Ha occupato la prima posizione del ranking mondiale in singolare in cinque diverse occasioni, per un totale di 21 settimane, diventando la prima tennista russa della storia a guidare la vetta della classifica. È diventata numero uno per la prima volta a 18 anni il 22 agosto 2005 e per l'ultima volta nel luglio 2012.
Nel 2012 si è aggiudicata la medaglia d'argento in singolare alle Olimpiadi di Londra, nella sua unica Olimpiade giocata. Malgrado i numerosi infortuni, è stata una delle giocatrici più longeve del circuito femminile, avendo vinto almeno un torneo in singolare per tredici anni consecutivi (un anno in meno rispetto alle sole Steffi Graf, Martina Navrátilová e Chris Evert). Ha fatto parte della Squadra russa di Fed Cup, vittoriosa nel 2008, giocando però solo una finale (perdendola) nel 2015.
Nel giugno 2016, a causa di un controllo antidoping fallito nel mese di gennaio, è stata squalificata per due anni dall'ITF, pena ridotta a un anno e tre mesi dopo il ricorso in appello della tennista.
Eccelleva nel circuito femminile per l'aggressività del suo stile di gioco e soprattutto per forza mentale e spirito competitivo. Molti commentatori e leggende del passato, come Monica Seles e John McEnroe, hanno notato questo aspetto e l'hanno definita una delle «sportive più competitive di sempre». È stata, per undici anni consecutivi, dal 2004 al 2015, l'atleta donna più pagata al mondo. Con 38 milioni di dollari, è la quarta tennista della storia, dietro alle sorelle Williams e Simona Halep, nella graduatoria dei guadagni ottenuti in carriera tramite i montepremi. Ha conseguito per cinque volte l'ESPY Award come miglior tennista (2005, 2007, 2008, 2012 e 2014).

## Biografia
Marija Šarapova è nata nel 1987 a Njagan' in Siberia, nell'allora Russia sovietica.
I suoi genitori, Jurij Šarapov e Elena Pomjatinksaja, sono originari di Homel', in Bielorussia, ma si trasferirono a seguito dell'incidente di Černobyl' dell'aprile 1986.

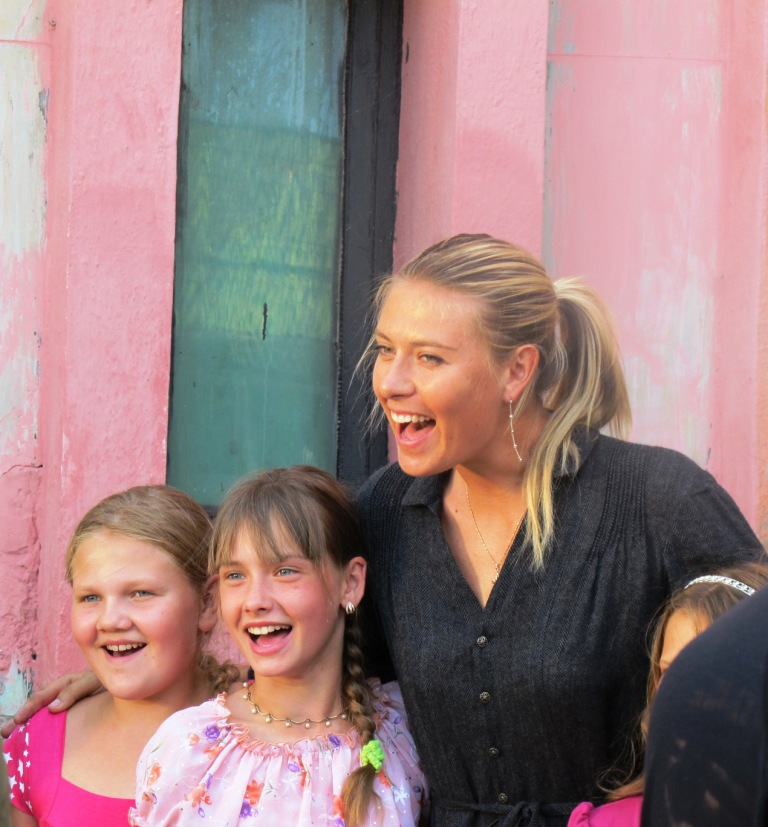
Marija Šarapova nel 2010 in visita in un ospedale a Homel', città colpita dal disastro di Černobyl'.

Nel 1989, quando Marija aveva appena tre anni, la famiglia si trasferì a Soči, una cittadina situata nel Territorio di Krasnodar, in Russia. La sua passione per il tennis nacque nel 1991 quando, all'età di quattro anni, colpì la sua prima palla. Suo padre, Jurij, era un amico di Aleksandr Kafelnikov, padre di Evgenij, già vincitore di due prove del Grande Slam e primo giocatore russo a diventare numero 1 del mondo. Fu Aleksandr a dare a Marija la sua prima racchetta, con la quale quest'ultima iniziò ad allenarsi in un parco vicino a casa. Pochi mesi più tardi Marija incominciò a prendere vere e proprie lezioni di tennis con l'allenatore russo Jurij Jutkin, il quale fu il primo a notare le già eccezionali doti di Marija.
Il 1993 fu l'anno della svolta per la piccola Marija, poiché incontrò, a Mosca, la leggenda del tennis Martina Navrátilová, la quale intravide in lei un potenziale fuori dal comune. Fu proprio Martina a consigliare a Jurij di portare Marija in Florida, sede della IMG Academy, in modo da potere dare a Marija l'allenamento di cui aveva bisogno per sviluppare a pieno le sue, già impressionanti, abilità. Jurij, una volta racimolata la somma necessaria, mantenne la promessa fatta a Martina un anno prima e partí con Marija per gli Stati Uniti. A causa di alcune restrizioni riguardanti il visto Elena, la madre di Marija, non poté raggiungerli, e per due anni non ebbe contatti né con Jurij né con Marija. I due arrivarono in Florida con appena 700 dollari ma, a causa della giovane età di Marija, quest'ultima non poteva essere ancora ammessa all'Accademia; Jurij cercò un lavoro e iniziò ad allenare la figlia in attesa del compimento d'età necessario di quest'ultima per potere iscriversi all'Accademia di Nick Bollettieri; Riuscì a iscriversi all'età di nove anni grazie a un finanziamento della IMG, che, vedendo le enormi potenzialità di Marija, pagò la retta annuale (che ammontava alla somma di 35,000 dollari).

### Sponsorizzazioni e investimenti

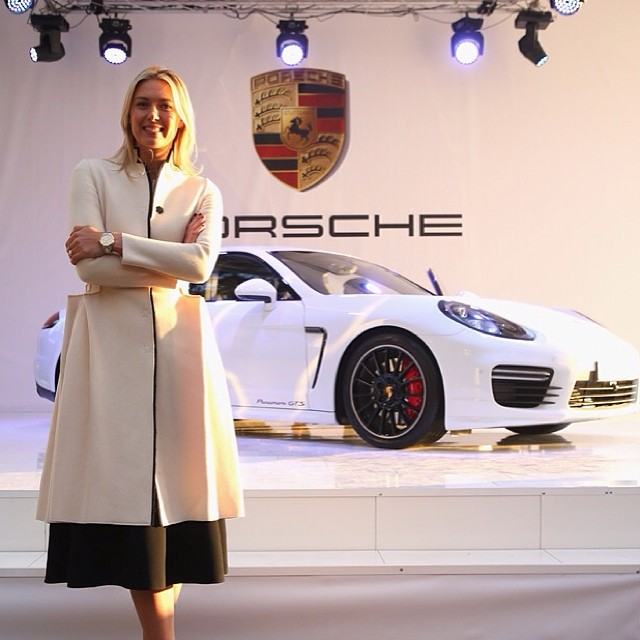
Marija Šarapova presenta la Porsche Panamera GTS

Secondo la rivista Forbes Marija Šarapova è stata la tennista più pagata al mondo dal 2006 alla data del ritiro, davanti anche a Li Na e a Serena Williams. Il suo patrimonio netto si aggirerebbe attorno ai 195 milioni di dollari, di cui solamente 38 milioni di montepremi. Il restante capitale è stato guadagnato in seguito alle numerose sponsorizzazioni e ad alcuni investimenti. Per cinque anni consecutivi (dal 2005 al 2009) Forbes la inserì nella lista delle celebrità più potenti del mondo. È stata eletta per 11 anni consecutivi la sportiva più ricca del mondo.
Subito dopo la sua vittoria a Wimbledon nel 2004 siglò un contratto con Motorola. Apparve in alcune pubblicità per Land Rover e Canon. Il suo nome fu usato, inoltre, in alcuni prodotti di Tag Heuer e Tiffany & Co. Nell'estate del 2006 apparì in uno spot televisivo per Nike, chiamato Pretty. Nel 2007 firmò un contratto con Gatorade e Tropicana, rescisso nel 2009. Il personaggio di Marija Šarapova appare in numerosi videogiochi, tra cui Top Spin, Virtua Tennis e Grand Slam Tennis. Dopo l'infortunio alla spalla, in mancanza di introiti direttamente legati al gioco, si concentrò su numerose sponsorizzazioni. Il contratto più remunerativo fu quello stipulato con Nike, che prevedeva un guadagno di 70 milioni di dollari distribuiti in otto anni, il contratto più redditizio di sempre per una tennista. Con Nike creò una collezione di abbigliamento, indossata da lei stessa e da altre tenniste, come Eugenie Bouchard e Madison Keys, negli incontri del circuito WTA. Dal 2013 al 2016 è stata una delle ambasciatrici del marchio Porsche.
Dal 2003 al 2010 utilizzò diverse tipologie di racchette Prince. Dal 2011 scelse solo racchette Head utilizzando una Head Graphene XT Instrict MP Racquet.
Nel 2013 ha creato insieme a Jeff Rubin una linea di caramelle chiamata Sugarpova.
L'8 marzo 2016, in seguito alla sua dichiarazione di positività al doping, la Nike e la Tag Heuer annunciarono il ritiro della sponsorizzazione, seguite, il 14 marzo, dalla Porsche. Dopo l'annuncio della squalifica, la Nike decise di ritornare sui suoi passi continuando a collaborare con Marija Šarapova, in ragione della determinazione del tribunale secondo cui la tennista non aveva intenzionalmente violato le norme ITF.

### Filantropia
Agli US Open del 2004 Marija Šarapova indossò un nastro nero in ricordo della strage di Beslan, avvenuta pochi giorni prima. Sempre nel 2004 partecipò insieme ad altri tennisti ad alcuni incontri di esibizione per raccogliere denaro da devolvere all'associazione Florida Hurricane Relief Fund. Nell'estate del 2006 promosse e inaugurò una fondazione intitolata a suo nome, sul modello di quelle promosse da Agassi assieme alla moglie Steffi Graf e in seguito da altri tennisti, per occuparsi di lotta alla povertà e aiuto ai bambini in difficoltà.
Nel 2007 diventò ambasciatrice UNDP, titolo che le fu sospeso il 15 maggio 2016 in seguito alla squalifica per doping.
Nel 2008 donò 210 000 dollari per la scolarizzazione delle aree colpite dal disastro di Černobyl'. In precedenza aveva donato 100 000 dollari per finanziare altri progetti a favore dei giovani. Dopo la sua visita a Černobyl' nel 2010 decise di donare altri 250 000 dollari per un programma delle Nazioni Unite a sostegno delle attività motorie per i giovani della zona coinvolta dal disastro.
Nel 2009 Marija Šarapova sostenne la campagna UNDP Seal the Deal contro il riscaldamento globale, comparendo in alcuni poster.
Marija Šarapova contribuì a promuovere le Olimpiadi invernali di Soči e aiutò a riaprire alcune strutture tennistiche della città.

### Vita privata
Ha avuto, tra le altre, una relazione con il cestista Saša Vujačić dal 2009 al 2012, e in seguito con il tennista bulgaro Grigor Dimitrov fino al 2015. Dal 2018 è legata sentimentalmente all'imprenditore britannico Alexander Gilkes: il 1º luglio 2022 ha dato alla luce un figlio di nome Theodore.

## Carriera tennistica

### Esordi
Marija, all'età di otto anni, venne portata negli Stati Uniti dal padre Jurij, per frequentare l'accademia di tennis di Nick Bollettieri a Bradenton, in Florida. Nel 2000 partecipò al torneo Avvenire di Milano, riservato ai tennisti under 16, nel quale venne sconfitta dalla tennista cinese Peng Shuai in finale. Sempre in Florida, nell'aprile del 2001, al torneo di Sarasota avvenne il suo esordio nel circuito ITF, in cui venne sconfitta al primo turno in tre set dalla connazionale Karin Miller.
Nel 2002 esordì nel circuito maggiore WTA grazie a una wild card ottenuta a Indian Wells: al primo turno superò in tre set la numero 302 del ranking, Brie Rippner. Al secondo turno la russa sfidò Monica Seles (ex numero uno del mondo negli anni novanta), da cui incassò una pesante sconfitta: 0-6, 2-6. Nel circuito ITF conquistò tre titoli in sequenza: a Gunma senza concedere set, a Vancouver e Peachtree.
Grazie ai successi nel circuito minore riuscì a guadagnare un'altra wild card per il suo secondo torneo WTA, il Japan Open a Tokyo, nel quale fu sconfitta al primo turno dalla svizzera Gagliardi. Raggiunse altre due finali negli ultimi tornei della stagione: con questi risultati chiuse un anno positivo che la vide raggiungere la quinta posizione nella classifica juniores e la posizione numero 186 del ranking WTA.

### 2003: primo titolo WTA
Il 2003 si aprì per la russa con l'esordio in un torneo dello Slam. All'Australian Open superò infatti le qualificazioni, fermandosi però al primo turno contro Klára Koukalová. Stesso risultato a Indian Wells e Miami, dove ottenne due wild-card al tabellone principale, e a Charleston dopo avere superato le qualificazioni. In accordo con il suo staff, dopo non avere raggiunto i risultati sperati nel circuito maggiore, tornò a partecipare in un torneo ITF e trionfò subito a Sea Island. La russa affrontò e superò le qualificazioni del Roland Garros, ma al primo turno si arrese alla spagnola Serna. Andò meglio al torneo di Birmingham, sull'erba, a cui s'era iscritta per prepararsi in vista di Wimbledon, raggiungendo i quarti di finale grazie anche alle vittorie su Dechy e Elena Dement'eva, prima di arrendersi a Shinobu Asagoe. Questo risultato le valse l'ingresso nella top 100, e le fece ottenere una wild-card per il tabellone principale di Wimbledon.
Proprio nello Slam londinese la russa giocò un gran torneo, sconfiggendo in modo netto Harkleroad, Bovina e soprattutto la n.12 del seeding, Jelena Dokić, tutte in due set. Al quarto turno la sua corsa nel torneo venne fermata da un'altra giovane russa in ascesa, Svetlana Kuznecova.
Marija Šarapova cominciò la stagione americana raggiungendo il terzo turno a Los Angeles contro la numero 2 del mondo, la belga Kim Clijsters. Allo US Open uscì già al secondo turno contro la francese Loit; arrivò poi ai quarti a Shanghai, nei quali impegnò la Dement'eva.
Entrò successivamente tra le top 50 e si presentò al Japan Open: raggiunse la finale contro Kapros e si aggiudicò il primo titolo WTA per 2-6, 6-2, 7–6(5). Al torneo di Lussemburgo uscì in semifinale contro Kim Clijsters, perdendo nettamente 0-6, 3-6. Terminò il 2003 con la seconda vittoria, al torneo della città di Québec, da testa di serie n.2 e sconfisse in finale Sequeros che, dopo avere perso il primo set per 2-6, si ritirò. Al termine della stagione le venne consegnato il premio Newcomer of the year da parte della WTA per gli ottimi risultati raggiunti.

### 2004: primo Slam in carriera
All'Australian Open venne sconfitta al terzo turno dalla connazionale Anastasija Myskina per 4-6, 6-1, 2-6. Le due giocatrici si ritrovarono nel quarto turno a Indian Wells e fu nuovamente Myskina ad avere la meglio, ancora più nettamente, concedendo solo tre game. Anche a Miami e Berlino il cammino della russa si interruppe di fronte alle prime top ten riservatele dal tabellone. A Roma riuscì a vincere per la prima volta contro una top ten, battendo la n.10 Dement'eva 6-1, 6-4, ma uscì subito dopo per mano di Silvia Farina Elia. Disputò un buon Roland Garros, raggiungendo i quarti, in cui venne nettamente battuta da Paola Suárez per 1-6, 3-6. La stagione sull'erba fu molto proficua: ritornò a Birmingham, dove migliorò la semifinale del 2003 e conquistò il titolo battendo in finale Tatiana Golovin in tre set, vincendo il suo primo titolo su erba.

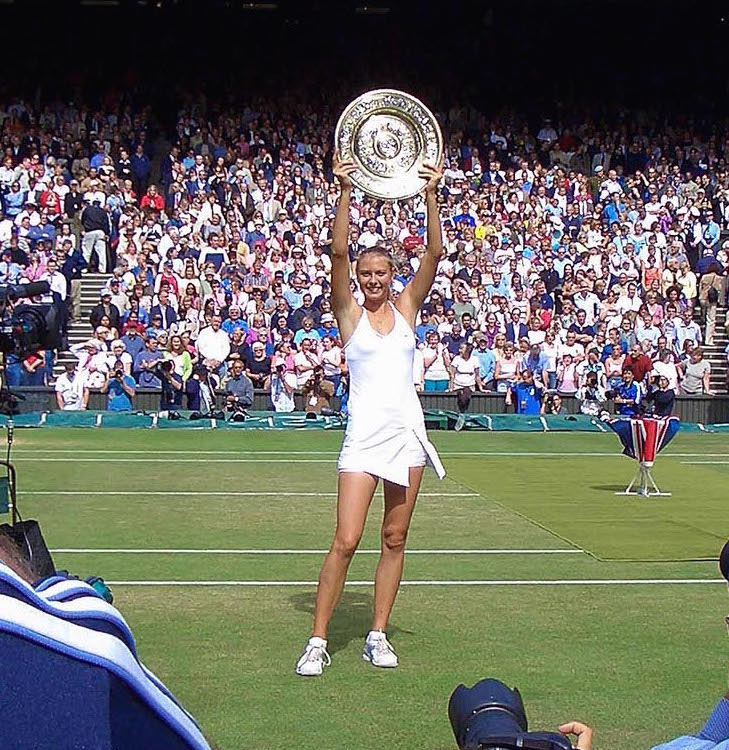
Marija Šarapova a 17 anni con il trofeo di Wimbledon 2004, suo primo Slam in carriera.

A Wimbledon, se i primi due turni furono delle formalità, al terzo trovò Hantuchová, giocatrice di buon talento che praticava un gioco piuttosto simile al suo, ma la russa fu capace di imporsi facilmente. Il quarto turno fu piuttosto faticoso contro la veterana Amy Frazier, ma ancora più duro fu il turno successivo contro Ai Sugiyama, in cui Sharapova rischiò l'eliminazione nel secondo set, prima di chiudere l'incontro nel set decisivo. Superò in semifinale la ex numero 1 Lindsay Davenport, per incontrare in finale la testa di serie n.1, Serena Williams, favorita alla vittoria: chiudendo con il punteggio di 6-1, 6-4 Šarapova si aggiudicò il primo Slam in carriera e diventò la prima russa a vincere il torneo di Wimbledon, nonché la terza più giovane vincitrice di un titolo al torneo londinese (dopo Lottie Dod e Martina Hingis).
La stagione sul cemento americano fu avara di soddisfazioni: uscì nei quarti a San Diego in due set per mano di Myskina, al terzo turno a Montréal contro Zvonarëva e sempre al terzo allo US Open, sconfitta in tre set dalla francese Mary Pierce. Anche a Pechino il suo cammino si interruppe di fronte alla prima avversaria di spessore, Svetlana Kuznecova, in semifinale, mentre l'agevole tabellone di Seul le permise di aggiungere un nuovo torneo al suo palmarès, a cui si sommò anche il Japan Open la settimana successiva. Šarapova riuscì a ottenere la qualificazione per le WTA Finals grazie alla finale di Zurigo, persa contro l'australiana Molik.
Al WTA Championship perse nei gironi contro Mauresmo mentre ottenne vittorie importanti su Kuznecova e Zvonarëva, battuta 7-5, 6-4. In semifinale sconfgge Anastasija Myskina, in tre set. In finale, opposta a Serena Williams, riuscì a recuperare uno svantaggio di 4-0 nel terzo set, grazie all'infortunio dell'avversaria che proseguì la partita per sportività. Šarapova si aggiudicò il titolo con il punteggio di 4-6, 6-2, 6-4 e chiuse questa stagione salendo al n.4 del ranking e ricevette i premi di giocatrice migliorata di più e di giocatrice dell'anno.

### 2005: Numero uno al mondo

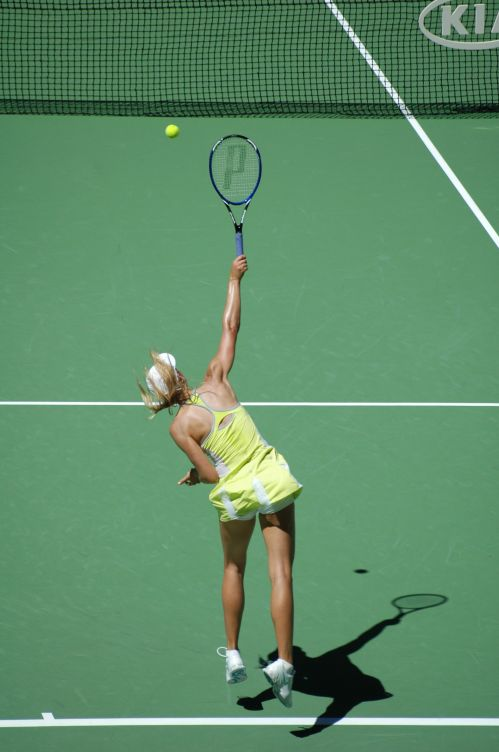
Šarapova agli Australian Open 2005.

Iniziò la stagione all'Australian Open come una delle favorite: al primo turno eliminò la bulgara Sesil Karatančeva con un netto 6-3, 6-1, al secondo turno batté Lindsay Lee-Waters e al terzo lasciò solo due game a Li. Agli ottavi di finale sconfisse Silvia Farina Elia, e ai quarti superò Kuznecova, rimontando un set di vantaggio, per incontrare in semifinale Serena Williams. Il match fu intensissimo, ma fu la statunitense a vincere per 2-6, 7-5, 8-6. La russa si riprese aggiudicandosi il Tier I di Tokyo in finale su Davenport, chiudendo al tie-break del terzo set, e successivamente conquistò anche il torneo di Doha, battendo nel corso del torneo Gisela Dulko, Marion Bartoli, Daniela Hantuchová e Alicia Molik.
Si presentò a Indian Wells come numero 3 del ranking, imbattendosi in semifinale nuovamente contro Davenport, numero 1 della classifica: la russa venne sconfitta però con un doppio 6-0. A Miami, pur non vincendo, disputò un buon torneo, sconfiggendo nei quarti la rientrante Justine Henin e in semifinale Venus Williams, ma in finale fu la Clijsters ad avere la meglio. La terra non le riservò grosse soddisfazioni: a Roma perse contro Schnyder in semifinale, mentre a Parigi riuscì a difendere i quarti ottenuti l'anno precedente battendo in sequenza Evgenia Linetskaya per 6(3)–7, 6-2, 6-4, Aravane Rezaï per 6-3, 6-2, Anna Čakvetadze per 6-1, 6-4 e Nuria Llagostera Vives per 6-2, 6-3. Si imbatté nei quarti contro Justine Henin, che si aggiudicò l'incontro con il facile punteggio di 6-4, 6-2.
Sull'erba, in preparazione a Wimbledon, si aggiudicò per la seconda volta il torneo di Birmingham, sconfiggendo la Jankovic in finale. Nel corso del torneo batté la lussemburghese Anne Kremer per 6-3, 6-0, l'australiana Samantha Stosur in tre set 6-3, 3-6, 6-1, la greca Eléni Daniilídou per 7-5, 2-6, 6-1 e la francese Tatiana Golovin con il punteggio di 7-5, 6-1. A Londra si presentò a difendere il titolo. Raggiunse la semifinale contro Venus Williams, ma contro la statunitense si dovette arrendere in due set. In finale contro Venus arrivò Lindsay Davenport, che si infortunò successivamente alla schiena: costretta a un breve riposo, la numero 1 non poté difendere i punti conquistati l'anno precedente e così, il 22 agosto, la russa diventò numero 1 del ranking. Il regno durò solo una settimana, poiché la Davenport, di ritorno, si aggiudicò il torneo di New Haven, tornando numero 1.
Successivamente Marija si ritirò dal Canada Masters per via di un infortunio. Agli US Open Marija superò agevolmente i primi turni lasciando alle avversarie appena dodici game in quattro incontri. Giunta ai quarti di finale fu costretta a giocare il terzo set contro la connazionale Nadia Petrova. Alla fine riuscì a prevalere con il punteggio di 7-5, 4-6, 6-4. Venne sconfitta in tre set, però, in semifinale da Kim Clijsters. A ogni modo Marija tornò numero 1 del ranking, ma i pessimi risultati collezionati nel resto dell'anno la condussero al WTA Championships con il numero 3 del ranking, dopo solo sei settimane di regno. La russa si qualificò per le semifinali, in cui affrontò Amélie Mauresmo, che si aggiudicò l'incontro con il punteggio di 7-6, 6-3. Marija chiuse quindi l'anno al numero 4 del ranking.

### 2006: La vittoria agli US Open
La stagione della russa cominciò con l'Australian Open, in cui arrivò agevolmente in semifinale. persa contro Justine Henin in tre set. A Tokyo uscì nettamente in semifinale per mano della Hingis che la eliminò con un pesante 6-3, 6-1.  A Dubai la russa si prese la rivincita sulla svizzera nei quarti e, dopo aver superato in semifinale Davenport, ritrovò in finale la belga Henin, che la sconfisse ancora in due set.

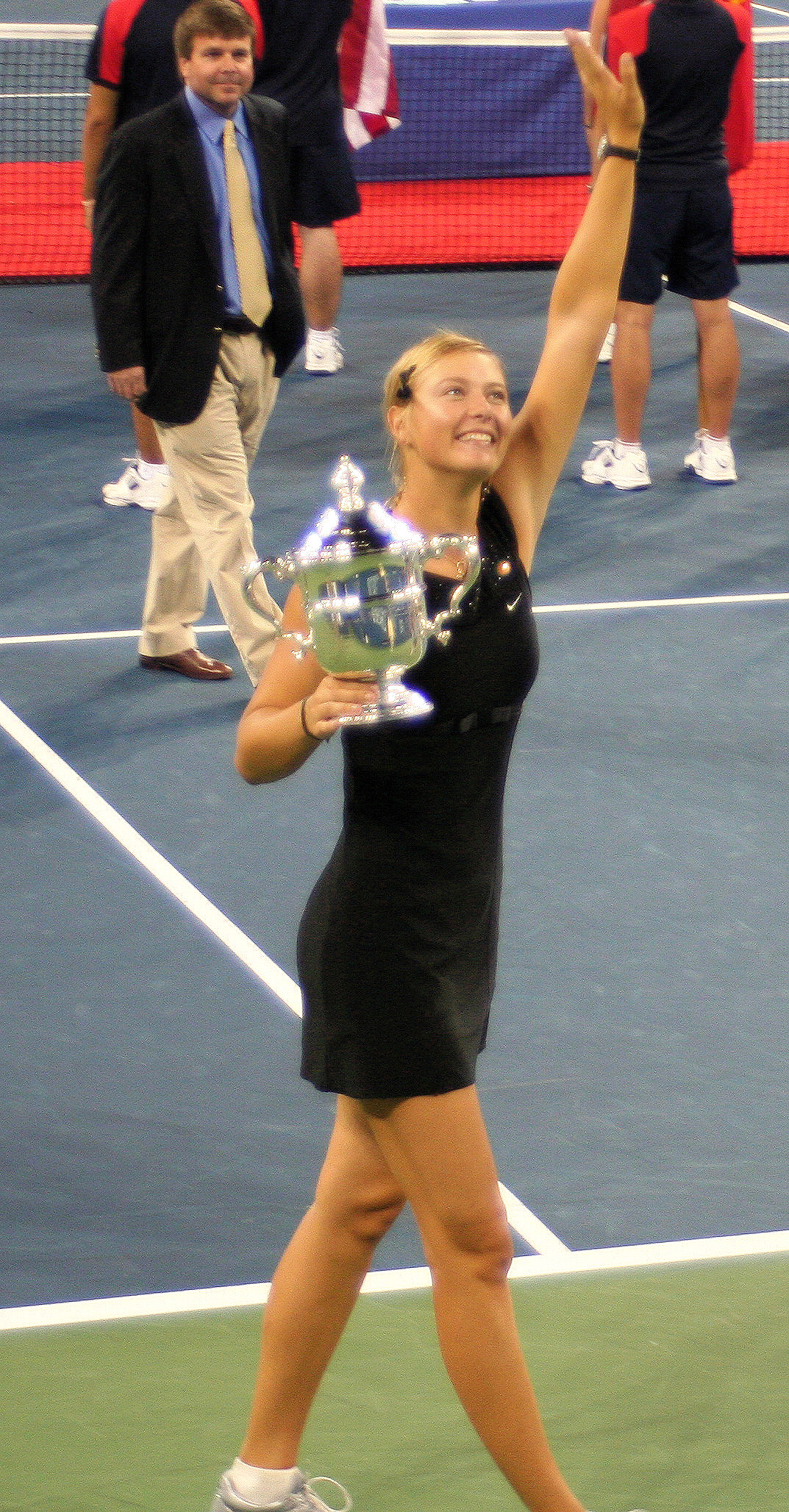
Marija Šarapova dopo la vittoria agli US Open 2006.

La russa successivamente prese parte al torneo di Indian Wells, dove in semifinale superò Martina Hingis, conquistando il suo primo titolo stagionale sulla connazionale Dement'eva. Proseguì il buon momento di forma al Tier I di Miami in cui però venne battuta in finale dalla Kuznecova in due set. Al Roland Garros venne eliminata dalla connazionale Dinara Safina al quarto turno.
A Wimbledon Šarapova batté con qualche difficoltà l'italiana Flavia Pennetta, mentre nei quarti vinse agevolmente il match contro la Dement'eva, che sarà soprattutto ricordato per l'invasione di campo di uno streaker. In semifinale venne sconfitta dalla francese Mauresmo in tre set.
Iniziò lo swing sul cemento americano ottenendo la vittoria a San Diego, in una finale molto equilibrata contro Clijsters. A Los Angeles perse in semifinale contro Dement'eva. Allo Slam di New York in ottima forma: superò la Mauresmo in tre set in semifinale, aggiudicandosi primo e terzo set con il punteggio di 6-0. In finale prevalse su Justine Henin con un duplice 6-4, che le valse il secondo Slam in carriera. La russa, molto vicina a raggiungere la numero uno, si aggiudicò poi il torneo di Zurigo in finale su Hantuchová e il torneo di Linz su Petrova.
Giunse al Master di fine anno al secondo posto della classifica, con la possibilità di scavalcare Amélie Mauresmo, ma venendo insidiata anche dalla numero 3, la belga Henin. Nel round robin infilò tre vittorie contro Dement'eva, Clijsters e Kuznecova. In semifinale si trovò di fronte, in un match che valse il primo posto della classifica WTA, Henin. La belga riuscì a vincere in due set. La sconfitta non permise alla russa di salire sul gradino più alto del ranking, ma di rimanere al n.2.

### 2007: Infortunio alla spalla e uscita dalla top 5
Agli Australian Open faticò già al primo turno nel quale superò Camille Pin solo per 9-7 al terzo set. Superò facilmente al secondo turno la connazionale Anastasija Rodionova per 6-3, 6-0, al terzo turno batté la 30ª testa di serie Tathiana Garbin, e agli ottavi sconfisse con il punteggio di 7-5, 6-4 la russa Vera Zvonarëva. Ai quarti si impose con il punteggio di 7–6(5), 7-5 sulla connazionale Anna Čakvetadze e in semifinale ebbe la meglio sulla testa di serie n.4 Kim Clijsters per 6-4, 6-2. Raggiunse, così, la sua terza finale Slam. Si trovò di fronte Serena Williams con la quale perse con il punteggio di 1-6, 2-6. Grazie alla finale conquistata e alla mancata partecipazione di Henin tornò sul gradino più alto del ranking WTA per la prima volta dal 2005.

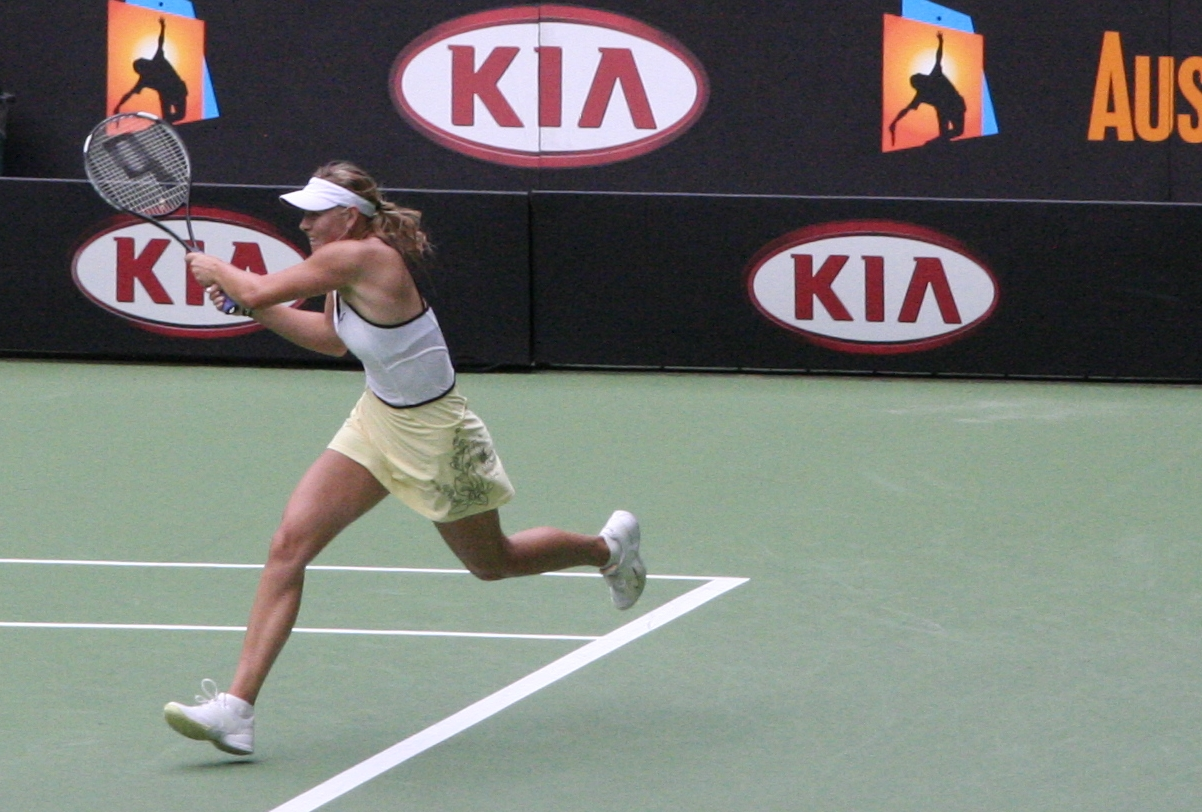
Marija Šarapova agli Australian Open 2007.

Al torneo di Tokyo, dopo avere superato l'italiana Francesca Schiavone e Ai Sugyama, Marija fu costretta al ritiro contro Ana Ivanović a causa di un infortunio muscolare. Dopo il ritiro dal torneo di Tokyo Marija annunciò che non sarebbe stata presente al torneo di Dubai per un infortunio al bicipite femorale. Fece il suo ritorno a Indian Wells, in cui fu chiamata a difendere il titolo uscente e la prima posizione del ranking. Superò con una certa fatica giocatrici come Michaëlla Krajicek e Nathalie Dechy, per poi dovere affrontare nel quarto turno Vera Zvonarëva. Nonostante Šarapova fosse andata a servire per il match sul 6-4 5-4 perse la partita per 1-6 al terzo cedendo così la prima posizione (che occupò per quattordici settimane) a Justine Henin. A Key Biscayne, per il Tier I di Miami, Marija affrontò un tabellone molto impegnativo: al terzo turno incontrò Venus Williams, rimontò un set e chiuse la pratica per 2-6, 6-2, 7-5. Al quarto turno affrontò Serena Williams, che la sconfisse nuovamente come a Melbourne con il punteggio di 6-1, 6-1.
A causa di un problema muscolare alla spalla fu costretta a saltare buona parte della stagione sul rosso, rientrando solamente al torneo di Istanbul come preparazione a Parigi. In Turchia la russa non fu ancora brillante: superò con fatica nei quarti Radwanska, per poi cedere in semifinale per 2-6, 4-6 ad Aravane Rezaï. Šarapova giunse al Roland Garros dopo un infortunio e su una superficie che le era ancora poco congeniale, tuttavia disputò un buon torneo caratterizzato dalla vittoria per 9-7 al terzo set del quarto turno contro Schnyder (salvando anche due match point). Nei quarti si impose sulla connazionale Čakvetadze in due set, con il punteggio di 6-3, 6-4, per poi essere sconfitta in semifinale da Ivanović, con un netto 6-1, 6-2.
Marija tornò in campo a Birmingham dove raggiunse la finale dopo avere avuto la meglio su Lilia Osterloh (6-4, 6-0), Tamira Paszek (6-3, 4-6, 6-2), Elena Lichovceva (6-2, 6-3) e Marion Bartoli (7-5, 6-0). In finale fu superata però da Jelena Janković in tre set. Al successivo torneo di Wimbledon Šarapova, dopo avere superato agevolmente i primi turni, venne sconfitta nuovamente da una Williams, questa volta Venus, con il punteggio di 6-1, 6-3. A causa dei continui problemi alla spalla rinunciò alla Fed Cup, ma la russa ebbe l'occasione di rifarsi al Tier I di San Diego in cui infilò una serie di vittorie su Golovin, Mirza e Čakvetadze, per poi chiudere in finale contro Patty Schnyder con un secco 6-0 al terzo che le permise di aggiudicarsi nuovamente un trofeo dopo gli US Open dell'anno precedente. Al successivo torneo di Los Angeles si infortunò durante la fase di riscaldamento prima della semifinale contro Nadia Petrova.
La russa partecipò comunque all'ultimo Slam dell'anno in cui, al primo turno, lasciò soltanto un game a Roberta Vinci. Stessa sorte capitò all'australiana Casey Dellacqua ma, nonostante le vittorie nette, rimediò una sconfitta al terzo turno per mano della giovane Radwańska. In seguito Marija scese fino alla posizione n.6 del ranking mondiale a causa dei forfait agli ultimi tornei dell'anno, tra i quali quelli di Linz e Zurigo (nei quali doveva difendere i numerosi punti conquistati l'anno precedente). Riuscì comunque, nonostante una stagione poco brillante, a qualificarsi per il Championships di fine anno nel quale, grazie a una ritrovata forma, raggiunse la finale in cui viene sconfitta dopo oltre tre ore di gioco dalla numero 1 del mondo, la belga Justine Henin. Chiuse l'anno in quinta posizione mondiale e con un solo titolo in più nella sua bacheca.

### 2008: Vittoria agli Australian Open e ritorno dell'infortunio alla spalla
L'anno nuovo cominciò nel miglior modo possibile: Marija centrò infatti il terzo Slam della carriera. Agli Australian Open ottenne vittorie molto prestigiose, tutte senza cedere alcun set: batté infatti Lindsay Davenport al secondo turno, la numero 3 del mondo Jelena Janković in semifinale, e in finale la numero 4 Ana Ivanović, ma il risultato di maggior rilievo lo compì nei quarti di finale superando la n.1 del mondo Justine Henin (imbattuta da 32 partite), concedendole appena quattro game (6-4, 6-0).

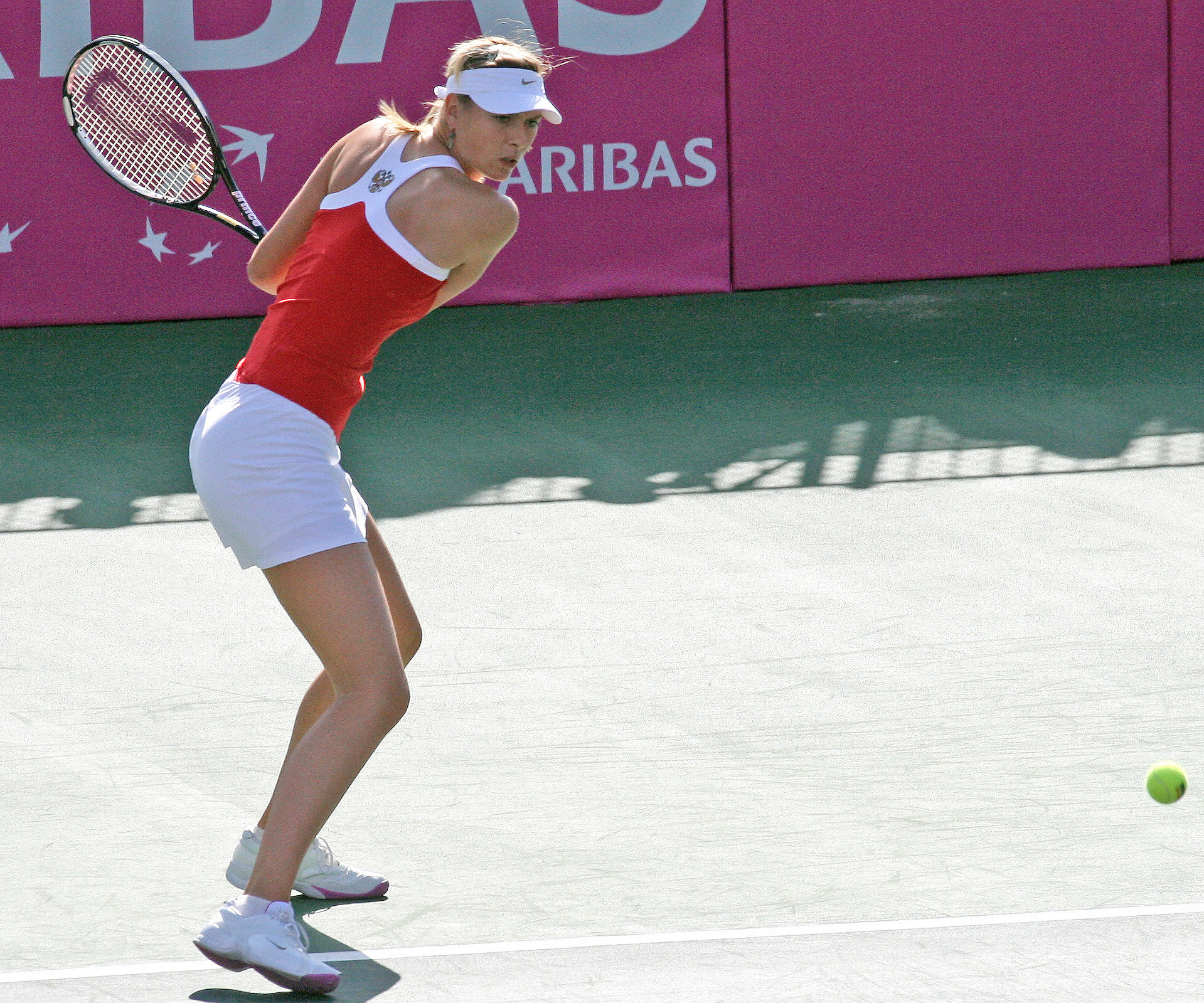
Marija in Fed Cup nel 2008.

Il 2008 vide Marija per la prima volta indossare la maglia della Russia: infatti fece il suo esordio in Fed Cup nel primo turno contro Israele, vincendo le due partite giocate. Il 24 febbraio vinse il torneo Qatar Total Open a Doha sconfiggendo in finale la connazionale Vera Zvonarëva per 6-1, 2-6, 6-0. Nel corso del torneo superò Galina Voskoboeva per 6-4, 4-6, 6-1, Tamarine Tanasugarn con un doppio 6-2, Caroline Wozniacki per 6-0, 6-1 e Agnieszka Radwańska con il punteggio di 6-4, 6-3.
La russa, ancora imbattuta nel 2008, arrivò al secondo Tier I dell'anno (Indian Wells). Dopo avere usufruito di un bye al primo turno, batté all'esordio la qualificata Stéphanie Cohen-Aloro, concedendole solo un game, al terzo turno eliminò Eléni Daniilídou con il punteggio di 7-5, 6-3, e agli ottavi riuscì a prevalere in tre set su Al'ona Bondarenko con il risultato finale di 6-2, 5-7, 6-4. Masha arrivò nei quarti di finale dove sconfisse per 7–6(2), 6-1 la detentrice del titolo e semifinalista agli Australian Open Daniela Hantuchová. In semifinale, però, venne superata dalla connazionale Kuznecova, che non vinceva contro la siberiana dalla finale di Miami 2006. Dopo questo inaspettato risultato, che comunque migliora quello del 2007, Šarapova annunciò che non avrebbe giocato il torneo di Miami nel quale l'anno precedente fu malamente eliminata da Serena Williams.
Si ripresentò sul campo al torneo di Amelia Island, dove cominciò nel migliore dei modi la stagione sulla terra, vincendo in finale contro l'emergente slovacca Dominika Cibulková per 7–6(7), 6-3. Dopo un primo set complicato fu la russa a comandare il gioco e conquistare il suo primo titolo in assoluto sulla terra. Agli Internazionali BNL d'Italia sconfisse nuovamente Dominika Cibulková in tre set con il punteggio di 6-2, 3-6, 6-4. Agli ottavi batté un'altra giovane promessa, la danese Caroline Wozniacki per 6-4, 7–6(3), e ai quarti ebbe la meglio su Patty Schnyder con il punteggio di 6(3)–7, 7-5, 6-2. In semifinale si ritirò poche ore prima del match, che l'avrebbe opposta alla serba Janković, per dei problemi muscolari. Marija tornò comunque numero uno del tennis grazie al ritiro della belga Justine Henin, dominatrice del tennis femminile prima dell'addio alle competizioni. Al Roland Garros, dopo avere battuto Evgenija Rodina, Bethanie Mattek-Sands e Karin Knapp, perse agli ottavi per mano della connazionale Dinara Safina e cedette il primo posto della classifica alla serba Ivanović, dopo che quest'ultima conquistò il suo primo titolo dello Slam battendo in finale la Safina. A Wimbledon venne clamorosamente eliminata al secondo turno dalla connazionale Alla Kudrjavceva per 6-2, 6-4. In seguito partecipò all'Open del Canada, dove vinse il primo turno contro la polacca Domachowska per 7-5, 5-7, 6-2 per poi annunciare il ritiro dal torneo per un problema alla spalla. A causa di ciò saltò le Olimpiadi, gli US Open e tutto il resto della stagione.

### 2009-2010: intervento alla spalla e ritorno in campo

#### 2009
Non prese parte nemmeno al primo Slam del 2009. Il ritorno, seppure in doppio, arrivò a marzo nel torneo di Indian Wells dove, in coppia con Elena Vesnina, si fermò al primo turno, venendo eliminata dalla coppia Nakarova-Puček per 6-2, 4-6, [10-7]. Ancora una volta Marija Šarapova si ritirò da tornei del calibro di Miami e ritornò ufficialmente nel torneo di Varsavia per cominciare la stagione sulla terra rossa, nel quale arrivò ai quarti di finale.

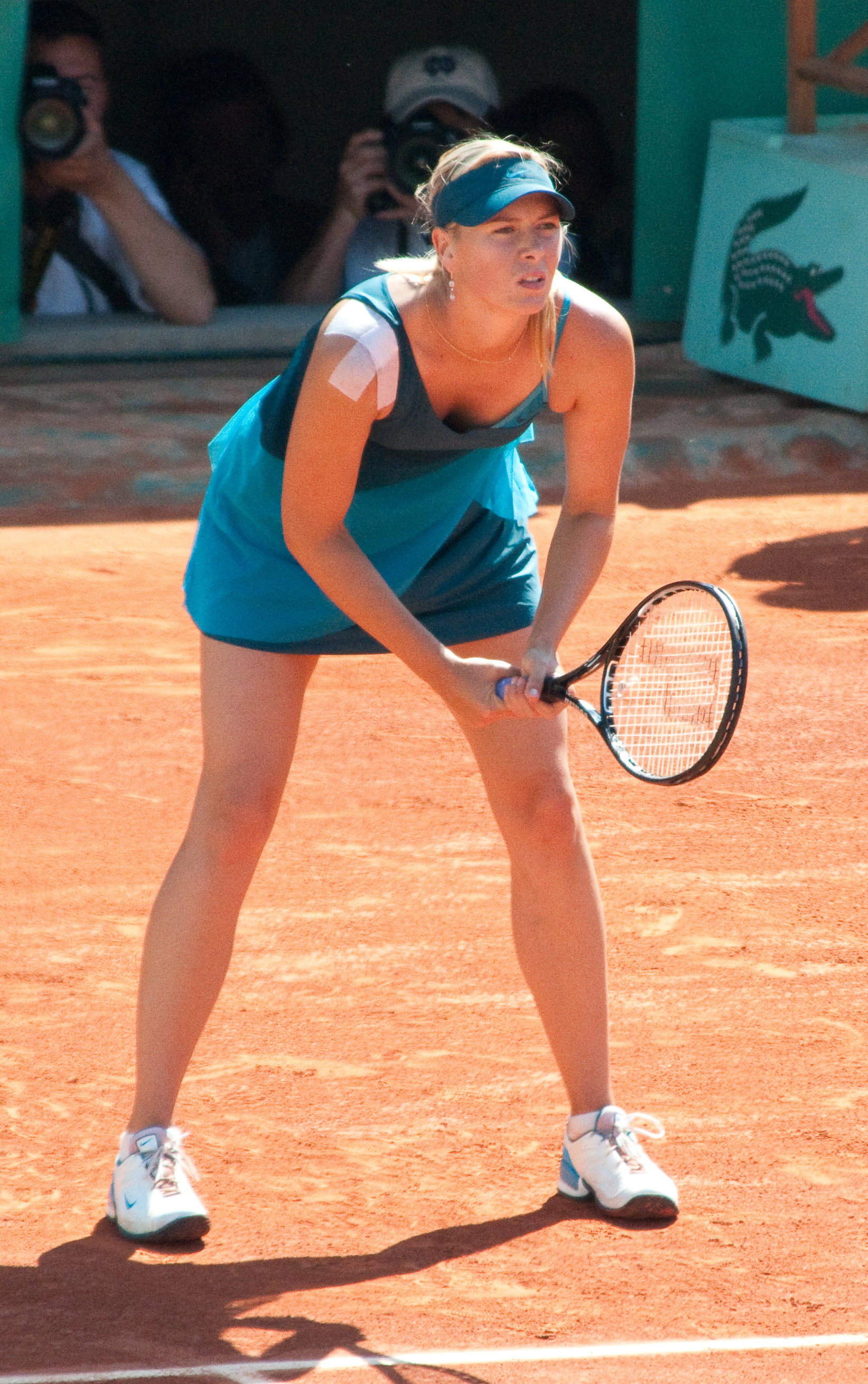
Šarapova al Roland Garros 2009.

Marija proseguì i suoi allenamenti in vista dello Slam parigino, dove si presentò non al massimo della forma dato lo stop di nove mesi. Al primo turno batté la Jakimova per 3-6, 6-1, 6-2 in un'ora e 59 minuti. Nel secondo turno sconfisse la testa di serie numero 11, Nadia Petrova per 6-2, 1-6, 8-6 in due ore 12 minuti. Arrivò agli ottavi battendo in tre set Jaroslava Švedova in due ore e 27 minuti con i parziali di 1-6, 6-3, 6-4. Batté sorprendendo tutti anche Li Na per 6-4, 0-6, 6-4 in due ore e 13 minuti. Venne però eliminata da Dominika Cibulková nei quarti per 6-0, 6-2 salvando cinque match point sul 6-0, 5-0. Poche settimane dopo cominciò il suo allenamento sull'erba partecipando al torneo di Birmingham. Dopo avere oltrepassato i primi turni nei quarti di finale impiegò tre set per battere Yanina Wickmayer per 6-1, 2-6, 6-3 in un'ora e 45 minuti. In semifinale Marija venne eliminata in un match a senso unico da Li Na in due set.
Marija si presentò a Wimbledon come testa di serie numero 24. Dopo avere eliminato la Kutuzova al primo turno 7-5 6-4 nel secondo turno venne eliminata malgrado una rimonta di sei game nel secondo set da Gisela Dulko in tre set 6-2, 3-6, 6-4.

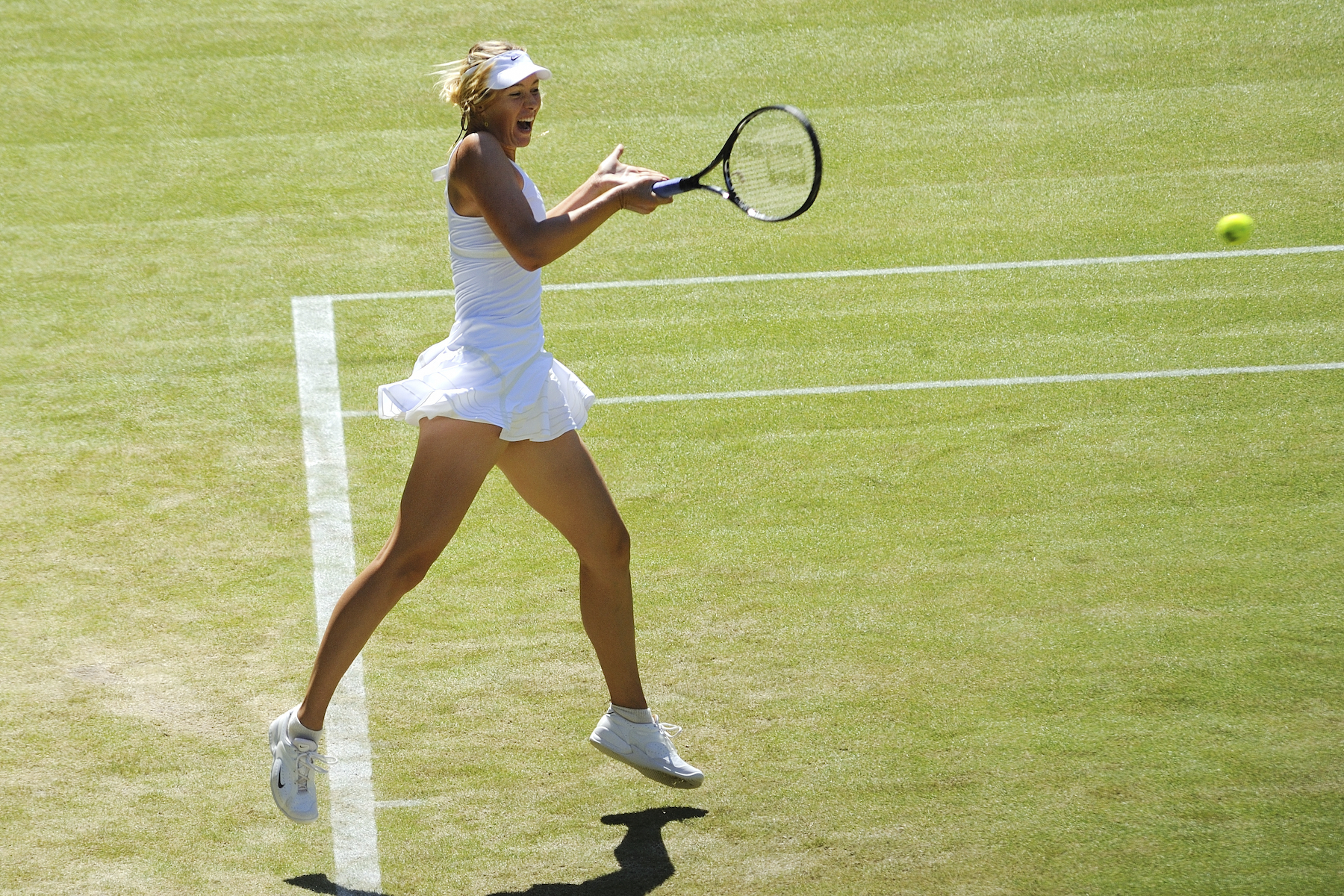
Marija Šarapova a Wimbledon nel 2009.

Marija, dopo un mese dedicato all'allenamento, decise di inaugurare la stagione sul cemento partecipando al WTA di Stanford: arrivò sino ai quarti di finale, dove venne battuta da Venus Williams in due set per 6-2, 6-2.
Successivamente partecipò al torneo di Los Angeles dove arrivò sino alla semifinale, perdendo da Flavia Pennetta in tre set per 2-6, 6-4, 3-6, malgrado fosse avanti nel terzo set. Precedentemente la russa aveva battuto Viktoryja Azaranka e Bondarenko. Successivamente Marija si iscrisse al WTA di Toronto dove disputò un ottimo torneo conquistando vittorie su giocatrici del livello di Nadia Petrova, Vera Zvonarëva e Radwanska. Arrivò in finale contro Elena Dement'eva, dove venne però battuta in due set per 6-4, 6-3.
Agli US Open venne battuta al terzo turno dalla statunitense Melanie Oudin in tre set. Ai turni precedenti aveva eliminato Cvetana Pironkova (6-3, 6-0) e Christina McHale (6-2, 6-1).
Marija si presentò al Toray Pan Pacific Open di Tokyo senza che le fosse attribuita alcuna testa di serie. Al primo turno incontrò l'italiana Francesca Schiavone, che batté in rimonta con il punteggio di 4-6, 7-5, 6-1. Al secondo turno estromise dal torneo la testa di serie n.12 Samantha Stosur, concedendole soltanto un game nel secondo parziale. Agli ottavi di finale batté la connazionale Alisa Klejbanova con il risultato finale di 2-6, 6-2, 6-2, e ai quarti la tennista ceca Iveta Benešová per 6-4, 7-5. In semifinale ebbe la meglio sull'undicesima testa di serie Agnieszka Radwańska per 6-3, 2-6, 6-4 e così guadagnò la sua seconda finale stagionale. Nell'ultimo atto del torneo incontrò la serba Jelena Janković che, dopo essere andata sotto 5-2 nel primo parziale, si ritirò per un problema fisico, facendo in modo che la russa vincesse il suo primo torneo in stagione. Successivamente partecipò al China Open, dove, dopo avere battuto la nona testa di serie Viktoryja Azaranka con il punteggio di 6-3, 6(5)–7, 7-5, venne eliminata al turno successivo dalla cinese Peng Shuai, con un netto 6-2, 6-4. Chiuse l'anno come numero 14 al mondo.

#### 2010

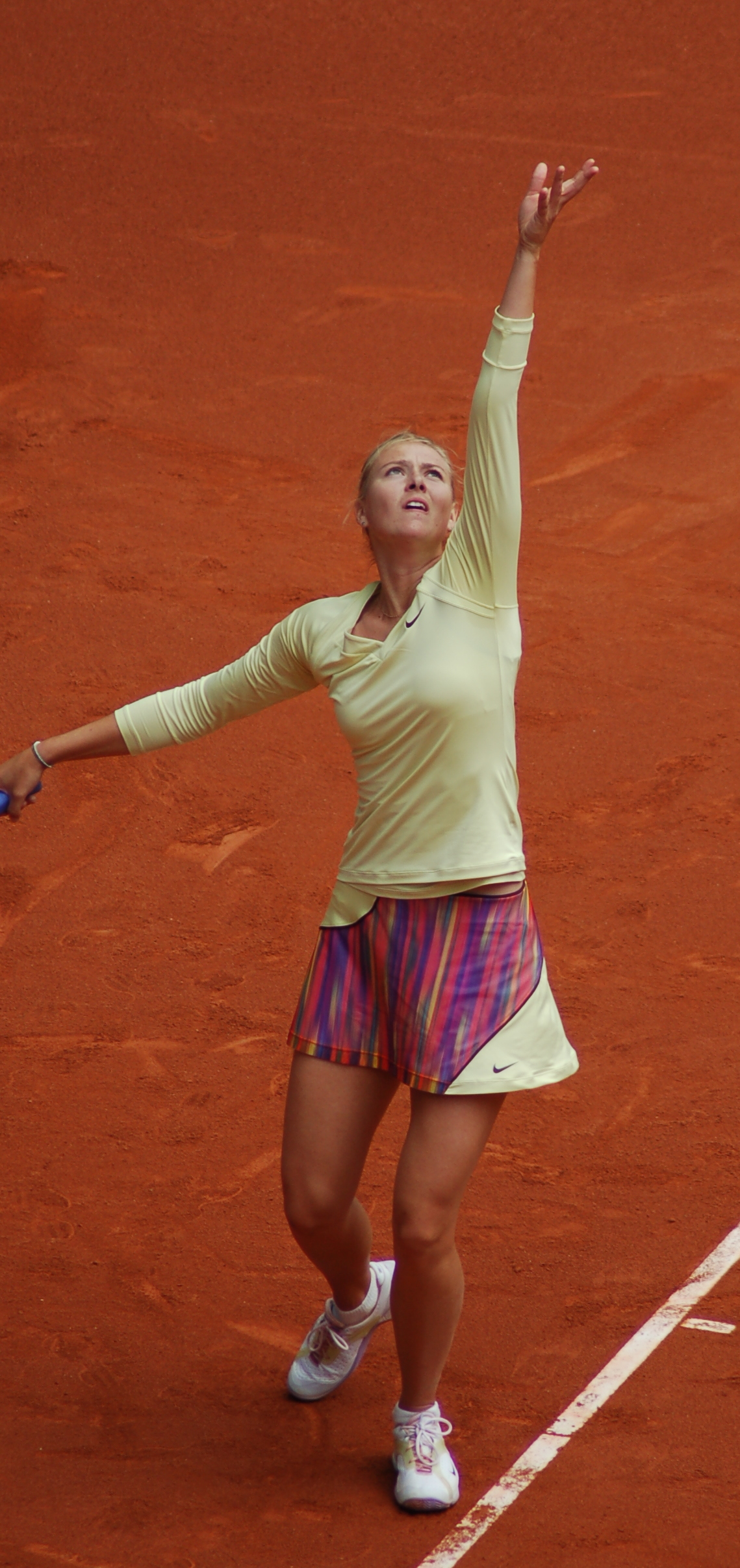
Šarapova durante il torneo di Madrid nel 2010.

Il 2010 non cominciò bene, in quanto uscì al primo turno dagli Australian Open sconfitta per 7–6(4), 3-6, 6-4 nel derby con la connazionale Marija Kirilenko. Šarapova non perdeva al primo turno in uno Slam dal Roland Garros 2003.
Si riscattò vincendo il Regions Morgan Keegan Championships and the Cellular South Cup 2010 di Memphis dove le era stata attribuita la prima testa di serie; al primo turno eliminò la tennista americana Shenay Perry, concedendole solo due game, al secondo turno batté la wild card Bethanie Mattek-Sands con un duplice 6-1, ai quarti la testa di serie n.8 Elena Baltacha per 6-2, 7-5. Accedette in finale battendo la ceca Petra Kvitová con il punteggio di 6-4, 6-3. In finale ebbe la meglio sulla qualificata Sofia Arvidsson con il punteggio netto di 6-2, 6-1. Al BNP Paribas Open di Indian Wells, venne eliminata al terzo turno dalla cinese Zheng Jie e, a causa di un'ecchimosi ossea al gomito sinistro, non partecipò a Miami e alla Family Circle Cup.
Ritornò al Mutua Madrileña Madrid Open dove venne prematuramente eliminata al primo turno dalla ceca Lucie Šafářová con un doppio 6-3. Successivamente partecipò all'Internationaux de Strasbourg, dove al primo turno eliminò la connazionale Regina Kulikova in tre set, con il punteggio di 6-3, 3-6, 6-1, al secondo batté la qualificata Dia Evtimova con un netto 6-3, 6-0 e ai quarti la tedesca Julia Görges per 7–6(2), 6-1. In semifinale incontrò la quinta testa di serie Anabel Medina Garrigues, che batté in tre set 4-6, 6-2, 6-2. Guadagnò così la sua seconda finale stagionale, dopo quella vinta al torneo di Memphis; in finale ebbe la meglio su Kristina Barrois per 7-5, 6-1, conquistando il suo primo titolo sulla terra rossa. Al Roland Garros uscì di scena al terzo turno per mano della belga Justine Henin, che la eliminò in tre set, dopo avere battuto la connazionale Ksenija Pervak per 6-3, 6-2 e la belga Kirsten Flipkens con un doppio 6-3.
Prima di Wimbledon partecipò al torneo di Birmingham, dove superò facilmente i primi turni battendo la statunitense Bethanie Mattek-Sands e la compatriota Alla Kudrjavceva. Ai quarti eliminò la kazaka Sesil Karatančeva per 6-2, 6-4 e in semifinale batté la qualificata Alison Riske con il punteggio di 6-2, 4-6, 6-1. In finale venne sconfitta dalla cinese Na Li 7-5, 6-1. A Wimbledon, la sua corsa si arrestò agli ottavi di finale, quando venne sconfitta dalla futura campionessa del torneo, Serena Williams, che la batté due set.
Sul cemento americano, invece, raggiunse la finale a Stanford, dove venne però sconfitta dalla bielorussa Viktoryja Azaranka 1-6, 4-6. Nel corso del torneo batté Zheng Jie per 6-4, 7-5, Vol'ha Havarcova con un doppio 6-3, Elena Dement'eva per 6-4, 2-6, 6-3 e Agnieszka Radwańska per 1-6, 6-2, 6-2. Raggiunse la finale anche al torneo di Cincinnati dove, dopo avere condotto a lunghi tratti, si arrese alla belga Kim Clijsters per 2-6, 7–6(4), 6-2. Agli US Open arrivò fino agli ottavi di finale, ma dovette arrendersi alla testa di serie n.1 Caroline Wozniacki in due set 3-6, 4-6.
Non ottenne buoni risultati durante lo swing asiatico; al Toray Pan Pacific Open di Tokyo venne clamorosamente eliminata dalla trentanovenne giapponese Kimiko Date, mentre a Pechino venne sconfitta dalla connazionale Elena Vesnina, con il punteggio di 7–6(2), 6-2. Chiuse l'anno in 18ª posizione del ranking mondiale.

### 2011: Rientro nella top ten
La stagione si aprì con l'aggiunta nel team della tennista di Thomas Högstedt, ex allenatore della cinese Li Na. Marija partecipò al primo Slam stagionale come testa di serie n.14; ai primi turni batté rispettivamente la sua ex compagna di doppio Tamarine Tanasugarn per 6-1, 6-3, la francese Virginie Razzano per 7–6(3), 6-3 e la tedesca Julia Görges per 4-6, 6-4, 6-4; agli ottavi di finale incontrò Andrea Petković, che al turno precedente aveva eliminato Venus Williams, e venne battuta in due set, con un netto 2-6, 3-6. Ritornò alle gare disputando il BNP Paribas Open 2011 di Indian Wells; batté in sequenza Anabel Medina Garrigues (7-5, 6(3)–7, 6-1), Aravane Rezaï (6-2, 6-2), Dinara Safina (6-2, 6-0), Shuai Peng (6-2, 5-7, 6-3), prima di arrendersi in semifinale alla numero uno del mondo Caroline Wozniacki.

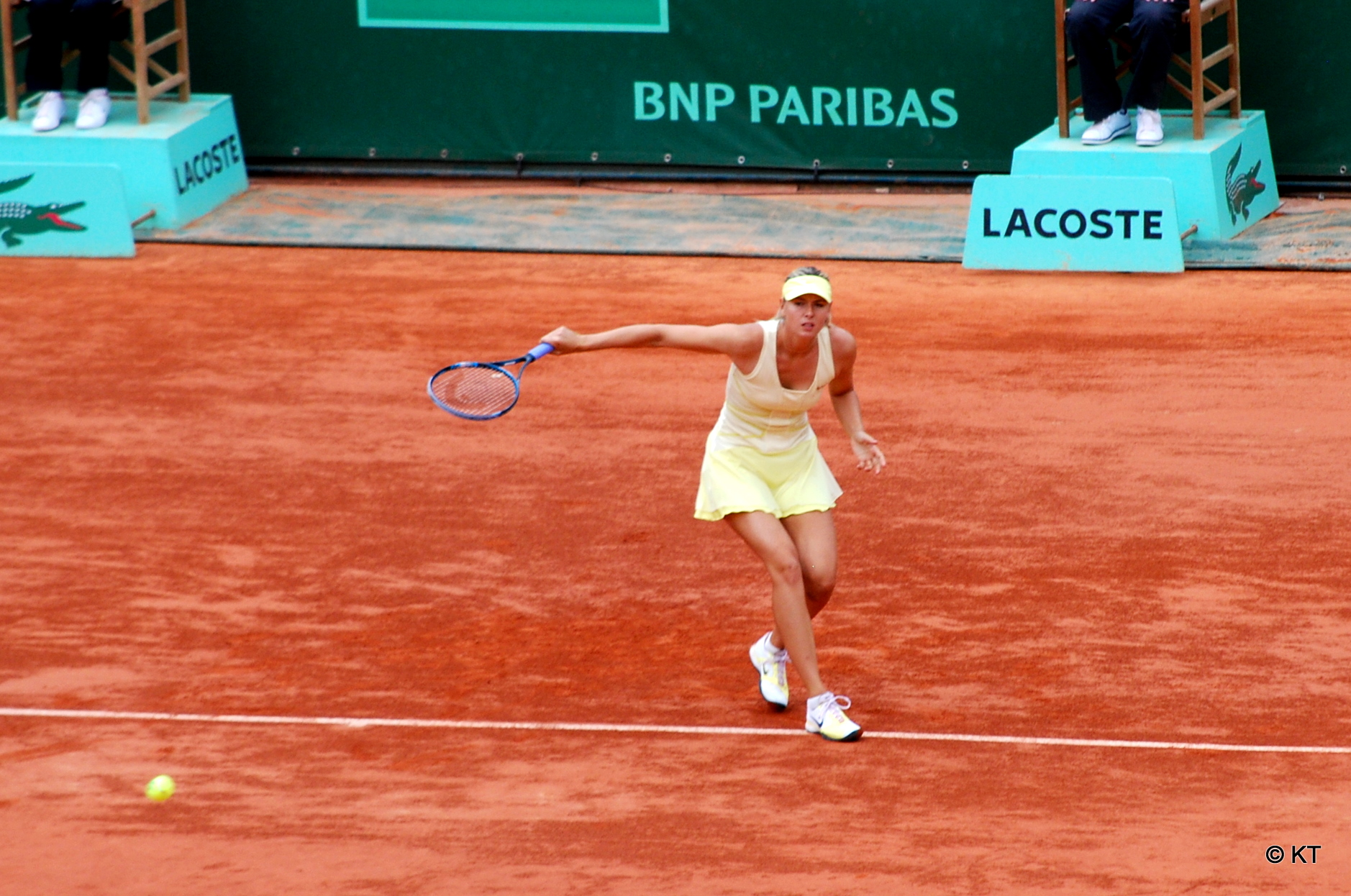
Marija agli Open di Francia 2011.

Dopo la sconfitta subita in semifinale dalla Wozniacki a Indian Wells, Marija prese parte al Sony Ericsson Open di Miami, dove riuscì a conquistare la finale battendo nell'ordine Petra Martić per 6-3, 6-2, Sabine Lisicki per 6-2, 6-0, Samantha Stosur per 6-4, 6-1, Alexandra Dulgheru per 3-6, 7–6(6), 7–6(5) e Andrea Petković per 3-6, 6-0, 6-2. In finale venne sconfitta da Viktoryja Azaranka in due set (1-6, 4-6), ma, nonostante la sconfitta rientrò, per la prima volta dal febbraio 2009, nella top ten del ranking mondiale.
Durante il mese di maggio partecipò al Mutua Madrileña Madrid Open. Sconfisse al primo turno la wild card olandese Arantxa Rus in tre set, con il punteggio di 2-6, 6-3, 6-2. Incontrò la connazionale Ekaterina Makarova al secondo turno e riuscì a prevalere con lo score di 6-3, 3-6, 6-1. Agli ottavi di finale venne però sconfitta dalla slovacca Dominika Cibulková in due set (5-7, 4-6). Dopo Madrid, partecipò agli Internazionali BNL d'Italia. All'esordio batté Ekaterina Makarova con un doppio 6-1, agli ottavi di finale eliminò con un doppio 6-2 Shahar Peer e ai quarti passò il turno grazie al ritiro di Viktoryja Azaranka a metà incontro. In semifinale riuscì a battere la n.1 del mondo Caroline Wozniacki con il punteggio di 7-5, 6-3, guadagnando la sua seconda finale stagionale. In finale dominò la partita contro l'australiana Samantha Stosur, vincendo con il netto punteggio di 6-2, 6-4.
Al Roland Garros le fu attribuita la settima testa di serie; al primo turno batté la croata Mirjana Lučić per 6-3, 6-0; al secondo sconfisse la wild card francese Caroline Garcia al terzo set; al terzo turno batté nettamente la taiwanese Chan Yung-jan per 6-2, 6-3 e agli ottavi sconfisse in due set Agnieszka Radwańska, con il punteggio di 7–6(4), 7-5. Accedette in semifinale battendo Andrea Petković con un netto 6-0, 6-3; in semifinale venne sconfitta però dalla futura campionessa del torneo Li Na per 6-4, 7-5. Il 2 luglio disputò la sua quinta finale Slam a Wimbledon, perdendo contro una giovane Kvitová per 6-3, 6-4. Durante il suo cammino batté in sequenza Anna Čakvetadze (6-2, 6-1), Laura Robson (7–6(4), 6-3) , Klára Zakopalová (6-2, 6-3), Shuai Peng (6-4, 6-2), Dominika Cibulková (6-1, 6-1) e Sabine Lisicki (6-4, 6-3).

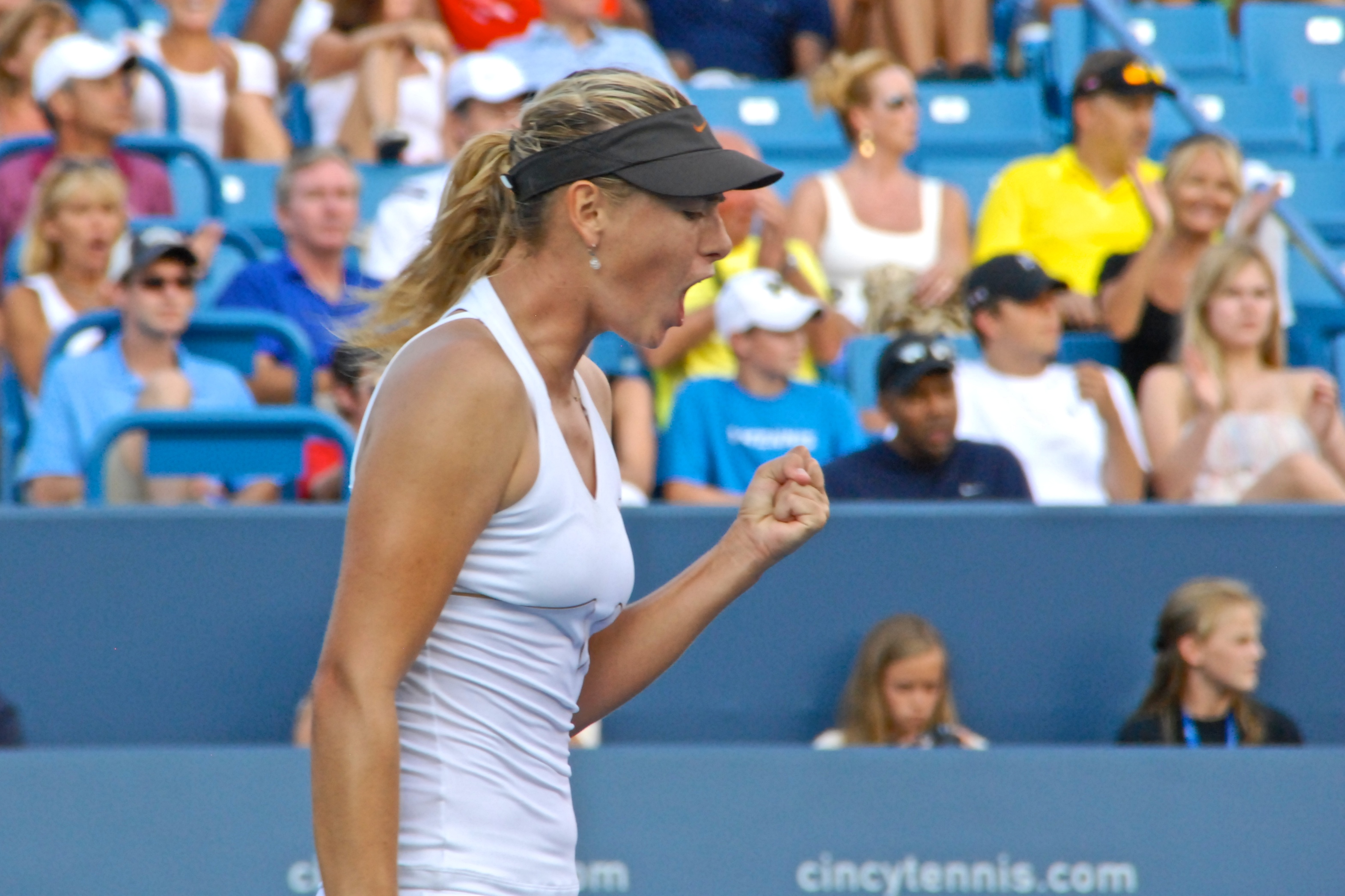
Marija Šarapova al torneo Western & Southern Open di Cincinnati nel 2011.

Cominciò la stagione sul cemento americano partecipando al Bank of the West Classic di Stanford. Dopo avere ricevuto un bye al primo turno batté all'esordio la slovacca Daniela Hantuchová in tre set, con il punteggio di 6-2, 2-6, 6-4. Ai quarti di finale si scontrò con Serena Williams, che batté la russa con un netto 6-1, 6-3. Nel mese di agosto partecipò alla Rogers Cup di Toronto. Anche in questo caso ricevette un bye al primo turno, al secondo turno batté la Jovanovski, ma agli ottavi di finale venne sconfitta dalla kazaka Galina Voskoboeva. Il 22 agosto vinse il torneo WTA Premier di Cincinnati, dove, dopo due ore e 49 minuti di gioco, ebbe la meglio su Jelena Janković per 4-6, 7–6(3), 6-3; nel corso del torneo batté Anastasija Rodionova per 6-1, 6-3, Svetlana Kuznecova per 6-2, 6-3, Samantha Stosur per 6-3, 6-2 e Vera Zvonarëva per 6-3, 7–6(6).
Agli US Open, dopo avere sconfitto Heather Watson e Nastas'sja Jakimava, venne battuta al terzo turno dall'italiana Flavia Pennetta con il punteggio di 3-6, 6-3, 4-6. Grazie all'uscita di Vera Zvonarëva ai quarti di finale, per mano di Samantha Stosur, Marija tornò numero 2 del ranking mondiale dietro alla danese Caroline Wozniacki. Successivamente partecipò al Toray Pan Pacific Open dove fu la seconda testa di serie del seeding. Si ritirò nel match di quarti di finale contro Petra Kvitová, per un infortunio alla caviglia, che le impedì di partecipare al China Open.
Partecipò come testa di serie n.2 al WTA Tour Championships: dopo essere stata sconfitta dalla Stosur per 6-1, 7-5 e da Li Na con il punteggio di 7–6(6), 6-4, decise di non disputare l'ultimo incontro del round robin per un problema alla caviglia. Chiuse l'anno in quarta posizione mondiale, dietro a Viktoryja Azaranka, Petra Kvitová e Caroline Wozniacki.

### 2012: Career Grand Slam e ritorno al numero uno
Il 2012 cominciò con il ritiro dal torneo di Brisbane a causa dei continui dolori alla caviglia. All'Australian Open, primo torneo della sua stagione a cui partecipò come testa di serie n.4, batté in sequenza Gisela Dulko, Jamie Hampton, Angelique Kerber e Sabine Lisicki giungendo per la quinta volta (la prima dal 2008) nei quarti di finale dello Slam australiano. Superata la connazionale Ekaterina Makarova per 6-2 6-3 e la ceca Petra Kvitová (testa di serie n.2) per 6-2 3-6 6-4, Marija giunse per la sesta volta (la terza in Australia) in una finale Slam, dove però venne battuta da Viktoryja Azaranka, numero tre del seeding. Il piazzamento ottenuto le consentì di guadagnare una posizione nel ranking mondiale e diventare la nuova n.3 alle spalle di Petra Kvitová e della stessa Azaranka, la nuova numero uno del mondo. Dopo una sconfitta per 6-4, 6-4 ai quarti di finale dell'Open GDF Suez per mano di Angelique Kerber, che comunque le consentì di guadagnare una posizione mondiale, Marija prese parte al torneo di Indian Wells dove superò agevolmente Gisela Dulko, Simona Halep e Roberta Vinci approdando così al suo terzo quarto di finale stagionale. Qui incontrò la connazionale Marija Kirilenko, che superò con il punteggio di 3-6 7-5 6-2. In semifinale sfruttò il ritiro di Ana Ivanović sul punteggio di 6-4 0-1 e giunse per la seconda volta in carriera nella finale del torneo americano, dove fu nuovamente opposta a Viktoryja Azaranka, dalla quale fu nuovamente sconfitta. Il torneo successivo che disputò fu quello di Miami: con la testa di serie nº2 Marija Šarapova giunse per la quarta volta in finale (dopo le edizioni del 2005, 2006 e 2011) battendo Shahar Peer, Sloane Stephens, Ekaterina Makarova, Na Li e Caroline Wozniacki; tuttavia anche la terza finale stagionale non la vide trionfare, dato che il titolo fu conquistato da Agnieszka Radwańska.

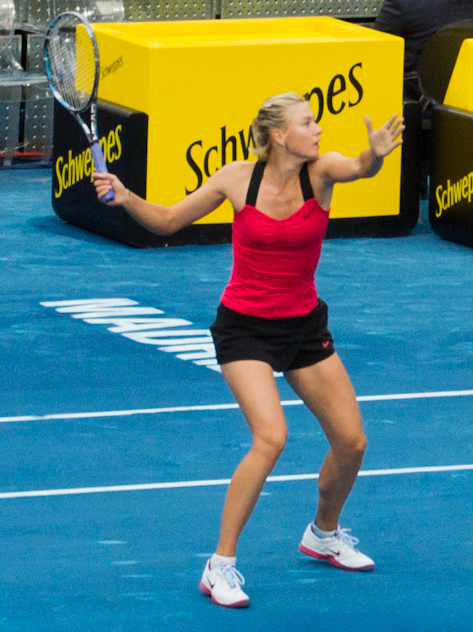
Marija Šarapova al Mutua Madrid Open 2012.

La stagione sulla terra cominciò dal torneo di Stoccarda. Accreditata come seconda testa di serie, dopo avere superato Alizé Cornet per ritiro sul 6-3 1-0, Samantha Stosur in una battaglia di tre ore conclusasi con il punteggio di 6(5)–7, 7–6(5), 7-5 e Petra Kvitová per 6-4, 7–6(3), conquistò il suo primo titolo stagionale e 25º complessivo battendo la numero 1 del mondo Viktoryja Azaranka per 6-1 6-4. Al torneo di Madrid, primo nella storia giocato su terra blu, Marija conquistò il sesto quarto di finale su sei tornei giocati ma venne eliminata dalla testa di serie numero nove Serena Williams con il punteggio di 6-1, 6-3.
Grandi soddisfazioni, invece, arrivarono al torneo di Roma, dove la russa, campionessa uscente e seconda favorita del seeding, giunse in semifinale senza perdere un set battendo Christina McHale, Ana Ivanović e Venus Williams; superando in semifinale Angelique Kerber per 6-3 6-4 giunse alla quinta finale nel 2012 e seconda consecutiva a Roma, che la vide opposta alla campionessa in carica del Roland Garros Na Li. Con il punteggio di 4-6 6-4 7–6(5) Šarapova si confermò regina di Roma.
Al Roland Garros, come testa di serie n.2, superò rispettivamente Alexandra Cadanțu 6-0, 6-0, Ayumi Morita 6-1, 6-1, Shuai Peng 6-2, 6-1, Klára Zakopalová 6-4, 6(5)–7, 6-2 e Kaia Kanepi 6-2, 6-3 e approdò per la terza volta in semifinale nell'unico torneo dello Slam che non era ancora riuscita a conquistare. Con la vittoria per 6-3, 6-3 su Petra Kvitová Marija superò l'Azaranka nel ranking e tornò a essere n.1 del mondo: due giorni dopo, in seguito alla vittoria in finale su Sara Errani, diventò la decima giocatrice della storia a completare il Career Grand Slam, ossia essere riuscita a vincere almeno una volta tutte le prove dello Slam. La stagione sulla terra si concluse con 3 titoli (Stoccarda, Roma e Roland Garros).
Arrivò al torneo di Wimbledon come numero 1 mondiale, finalista uscente e con una striscia di dodici partite vinte consecutivamente. Šarapova, tuttavia, incontrò notevoli difficoltà già nel secondo turno, dove impiegò tre set per battere la numero 38 del mondo Cvetana Pironkova, vincendo per 7–6(3), 6(5)–7, 6-0; venne eliminata successivamente agli ottavi di finale, dove venne superata per 6-4, 6-3 da Sabine Lisicki (testa di serie numero 15 del torneo). A seguito della sconfitta subita a Wimbledon la siberiana perse la prima posizione mondiale, mantenuta per quattro settimane (21 complessive). Tornò così n.3 dietro a Agnieszka Radwańska, dopo che quest'ultima ebbe raggiunto la finale, e Viktoryja Azaranka, che riguadagnò la prima posizione.

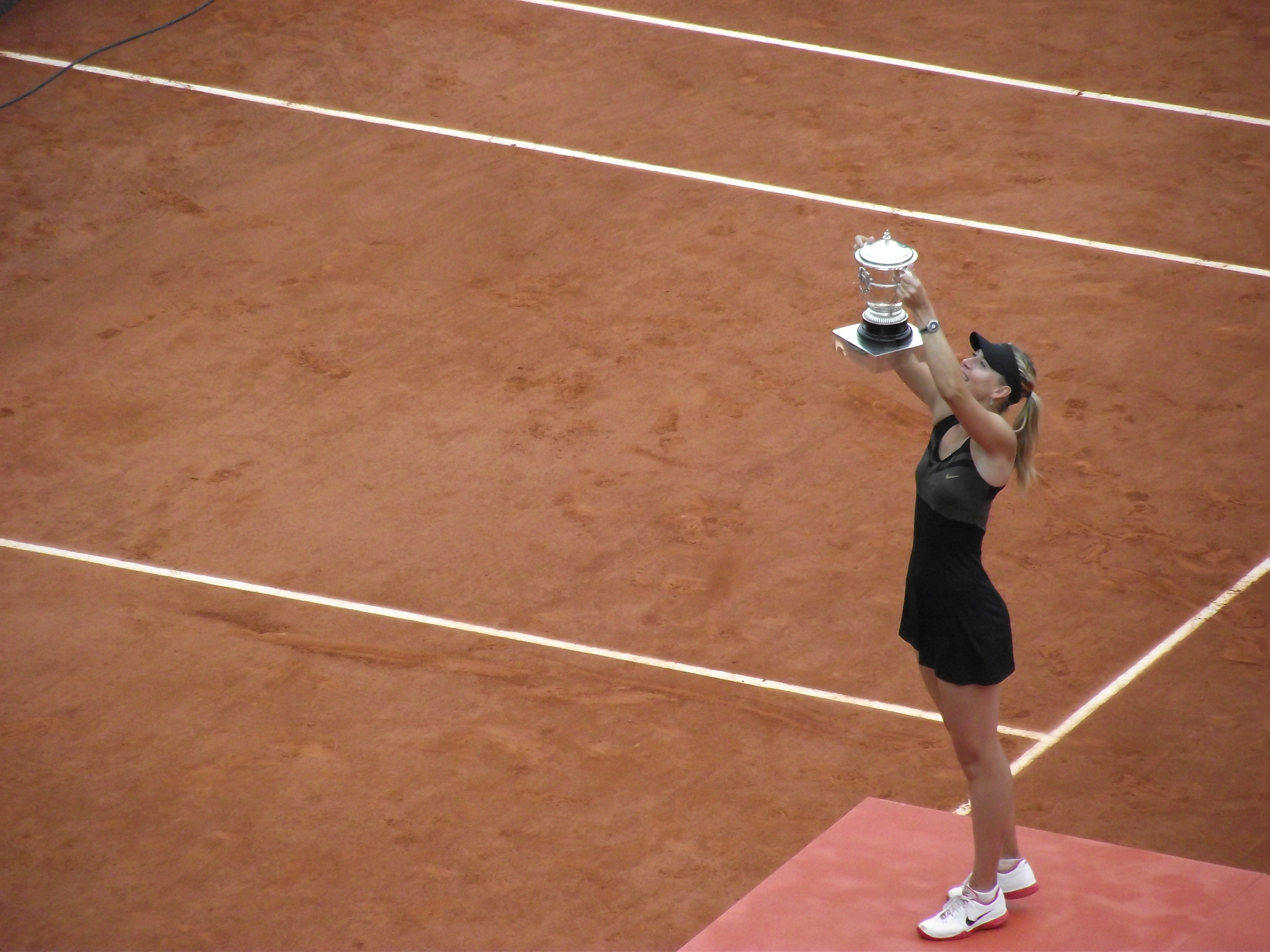
Marija Šarapova con il trofeo degli Open di Francia 2012, torneo che le permise di completare il Career Grand Slam.

Ai Giochi della XXX Olimpiade, per i quali fu scelta come portabandiera della Federazione Russa, le venne conferita la testa di serie numero tre: le Olimpiadi si giocarono a Londra e i campi furono quelli di Wimbledon. Le vittorie contro Shahar Peer per 6-2, 6-0 e Laura Robson per 7–6(5), 6-3 la proiettarono verso la rivincita contro Sabine Lisicki. Il match fu molto equilibrato, ma la russa si aggiudicò la partita per 6(8)–7 6-4 6-3. Superò anche i quarti contro Kim Clijsters per 6-2, 7-5 e la semifinale contro Marija Kirilenko per 6-2, 6-3. La finale la vide opposta a Serena Williams: la posta in gioco non era solo una medaglia d'oro, dato che entrambe avevano la possibilità di completare uno storico Career Golden Slam, impresa riuscita alla sola Steffi Graf. L'americana, campionessa di Wimbledon e autrice di un torneo a dire poco perfetto, rispettò il pronostico e vinse in due set.

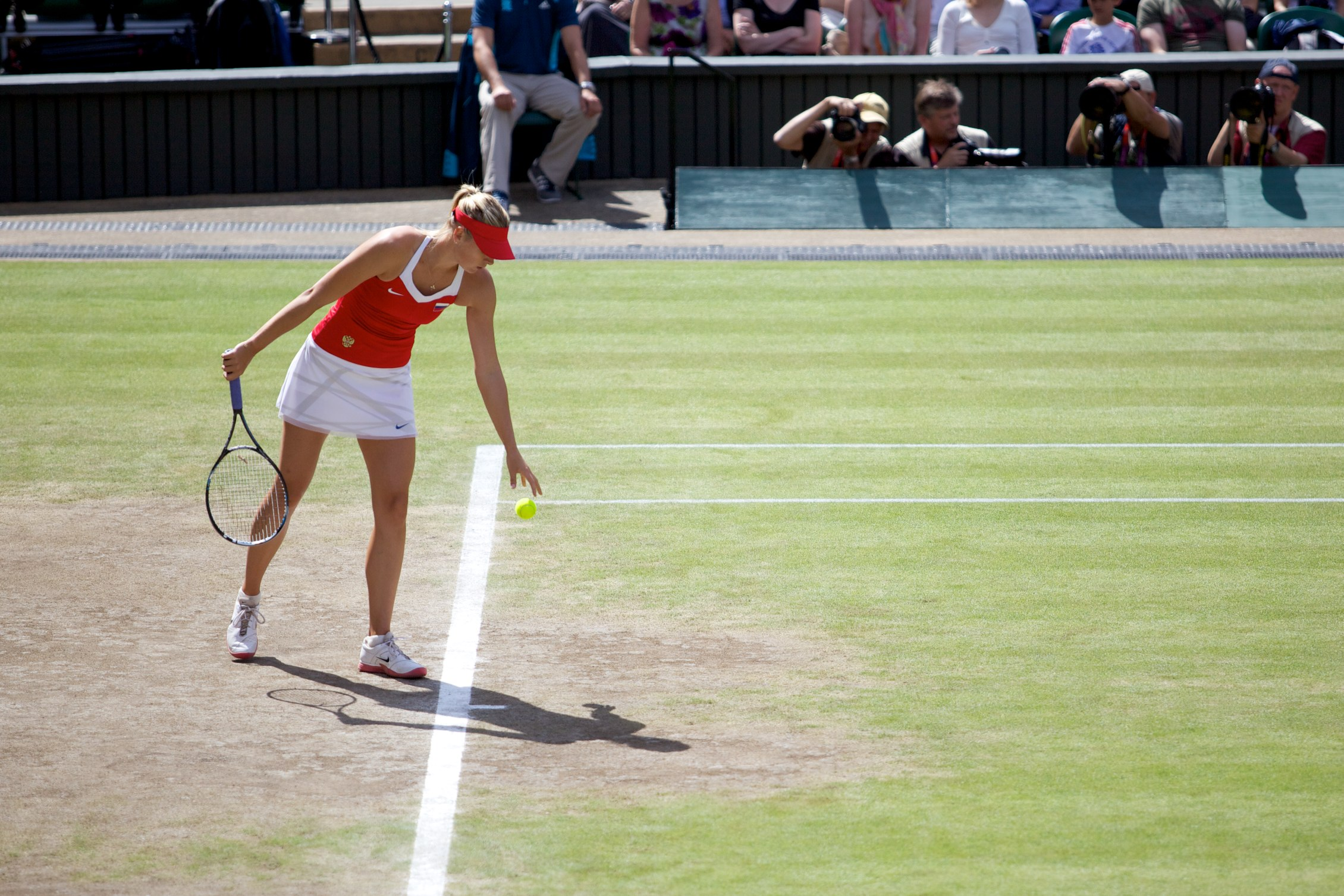
Marija Šarapova durante i Giochi della XXX Olimpiade.

La siberiana fu costretta a ritirarsi dalla Rogers Cup e da Cincinnati per un problema virale e tornò per lo US Open, ultimo Slam stagionale, come terza favorita del tabellone. Perse solo sette game nelle prime tre partite, superando Melinda Czink 6-2, 6-2, Lourdes Domínguez Lino 6-0, 6-1 e Mallory Burdette 6-1, 6-1. Superando Nadia Petrova in tre set, la russa tornò nei quarti di finale a New York per la prima volta dal 2006, anno che la vide trionfare. La partita contro Marion Bartoli finì 3-6 6-3 6-4 e Marija Šarapova centrò la quinta semifinale Slam degli ultimi sette giocati e la terza complessiva a New York. Nella semifinale contro Viktoryja Azaranka (testa di serie numero uno del torneo) fu ancora la bielorussa a prevalere, questa volta però in rimonta con il punteggio di 3-6 6-2 6-4. Tornata n.2 ai danni di Radwańska, partecipò al Premier di Tokyo, dove però venne fermata ai quarti di finale da Samantha Stosur (che si era qualificata come numero otto del torneo) per 6-4, 7–6(10). A Pechino, arrivò in finale senza perdere un set battendo in ordine Simona Halep 7-5 7-5, Sorana Cîrstea 6-2 6-2, Polona Hercog 6-0, 6-2, Angelique Kerber in seguito al ritiro della tedesca e Li Na 6-4, 6-0: ancora una volta, però, fu Viktoryja Azaranka a fermarla in finale con il punteggio di 6-3 6-1.
L'ultimo torneo stagionale fu ,il WTA Tour Championships di Istanbul: a Marija Šarapova fu attribuita la testa di serie n. 2 e venne inserita nel gruppo insieme con Agnieszka Radwańska, Petra Kvitová e Sara Errani. La siberiana vinse tutte le partite del Round Robin: 6-3 6-2 contro Errani, 5-7 7-5 7-5 contro Radwańska e 6-3 6-0 contro Samantha Stosur, chiamata a sostituire l'infortunata Kvitová. In semifinale ci fu un nuovo scontro con Viktoryja Azaranka, che stavolta si arrese per 6-4, 6-2. In finale, invece, la russa fu contro Serena Williams, che vinse contro di lei con il punteggio di 6-4, 6-3. La russa terminò così la stagione alla seconda posizione della classifica mondiale con 3 titoli (tutti sulla terra battuta) e un saldo di 60 vittorie e 11 sconfitte: di queste, 7 arrivarono da Serena Williams (3) e Viktoryja Azaranka (4).

### 2013: ritorno dell'infortunio alla spalla
Aprì il 2013 con il ritiro al torneo di Brisbane per infortunio. Successivamente partecipò agli Australian Open, dove al primo turno si aggiudicò l'incontro contro Ol'ga Pučkova per 6-0, 6-0. Stessa sorte capitò anche a Misaki Doi. Al terzo turno batté Venus Williams per 6-1, 6-3; agli ottavi di finale lasciò invece solo un game alla belga Kirsten Flipkens. Ai quarti batté con un doppio 6-2 Ekaterina Makarova, accedendo così in semifinale perdendo appena nove giochi. Cedette a sorpresa contro la cinese Li Na per 6-2, 6-2.

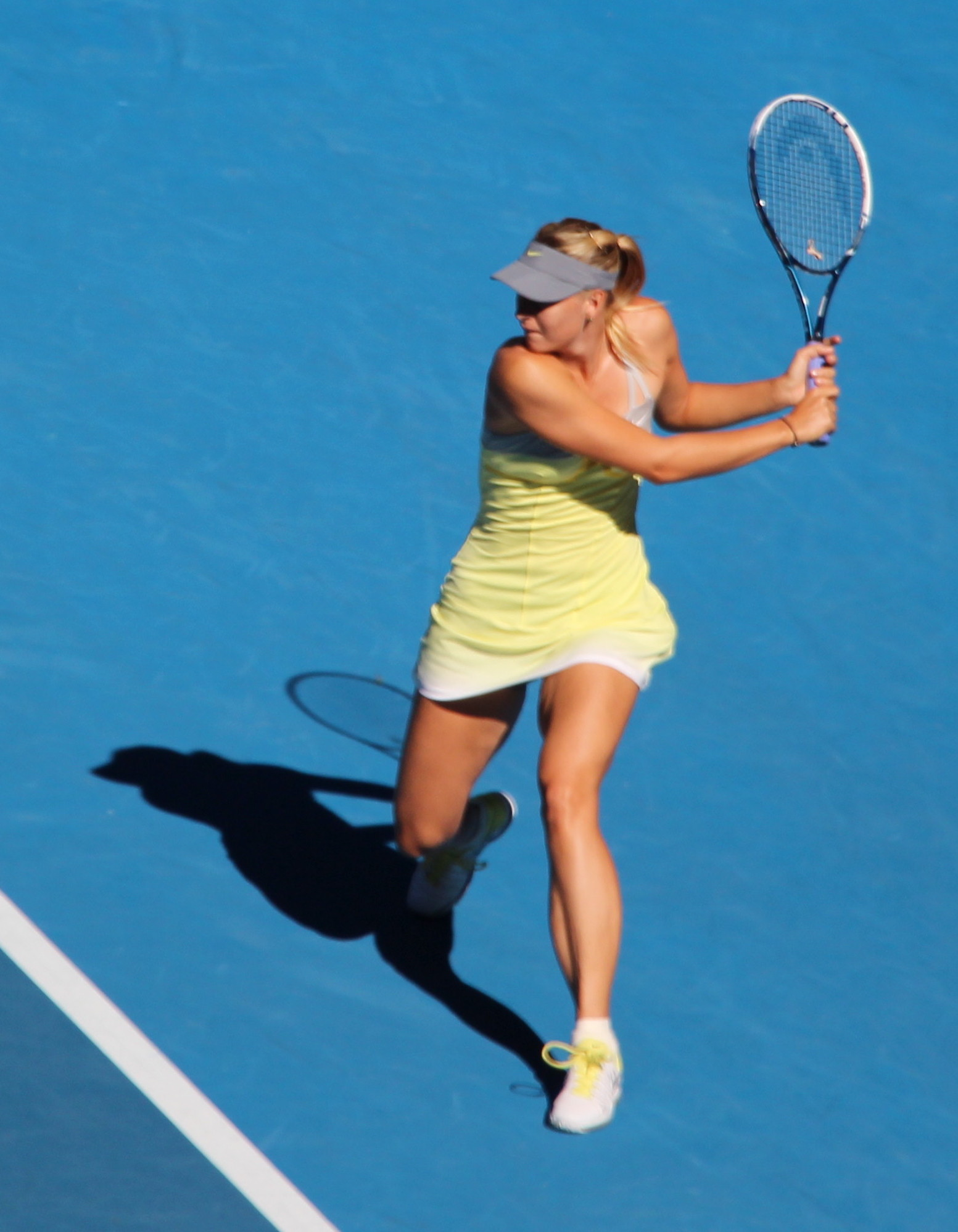
Marija Šarapova agli Australian Open 2013

Partecipò poi al torneo di Doha dove batté in sequenza Caroline Garcia per 6-3, 6-2, Klára Koukalová per 6-3, 6-3 e Samantha Stosur per 6-2, 6-4. In semifinale si arrese alla futura vincitrice del torneo Serena Williams, con il punteggio di 6-3, 6-2. Nel mese di marzo, partecipò al torneo di Indian Wells, dove accedette agevolmente alla finale, che la vide opposta a Caroline Wozniacki. In finale riuscì a imporsi con il punteggio di 6-2 6-2, conquistando il torneo senza perdere un solo set. Nel corso del torneo batté anche la numero sei del tabellone Sara Errani e la numero 13 Marija Kirilenko.
Continuò la sua stagione sul cemento americano partecipando al torneo di Miami, dove batté in sequenza Eugenie Bouchard per 6-2, 6-0, Elena Vesnina per 6-4, 6-2, Klára Zakopalová per 6-2, 6-2, Sara Errani per 7-5, 7-5 e Jelena Janković per 6-2, 6-1. In finale incontrò Serena Williams e a differenza dei precedenti scontri fra le due, Marija conquistò il primo set per 6-4, ma cedette gli altri due per 6-3, 6-0, perdendo così la sua quinta finale a Miami.
Dopo circa un mese inaugurò la stagione della terra rossa presentandosi al premier Stoccarda per difendere il titolo vinto l'anno precedente, centrando l'obbiettivo e battendo in finale Li Na per 6-4, 6-3. Successivamente prese parte al Mutua Madrileña Madrid Open, dove al primo turno eliminò Alexandra Dulgheru per 7-5, 6-2, al secondo turno sconfisse facilmente la statunitense Christina McHale per 6-1, 6-2. Al terzo turno incontrò e batté Sabine Lisicki con lo score di 6-2, 7-5 e ebbe la meglio su Kaia Kanepi per 6-2, 6-4. Accedette in finale battendo Ana Ivanović per 6-4 6-3. La vittoria ottenuta in semifinale contro la serba fu la 500ª in carriera. In finale incontrò nuovamente Serena Williams, da cui venne sconfitta in due set.

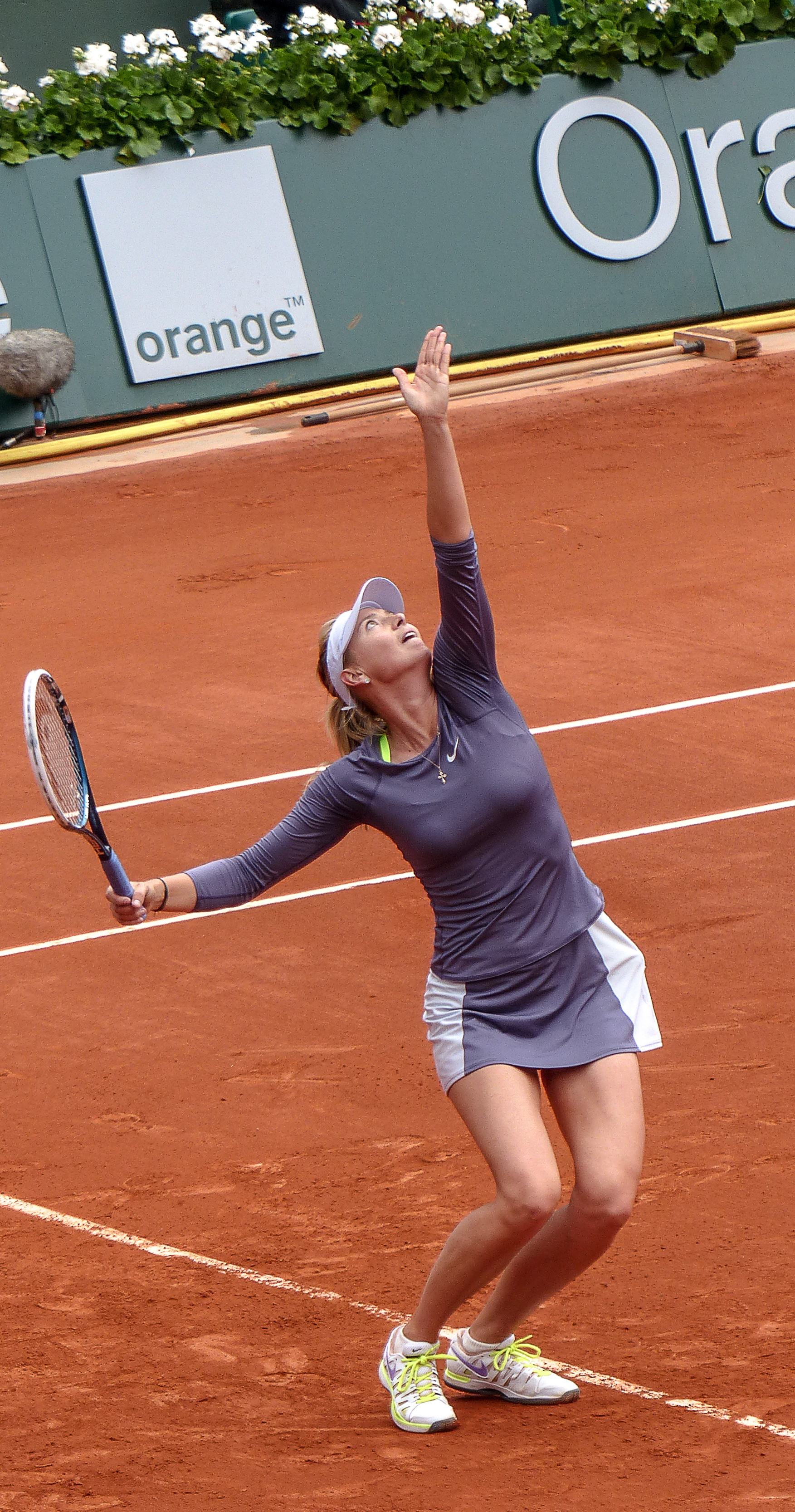
Marija Šarapova al servizio durante gli Open di Francia 2013.

Dopo Madrid la russa fu impegnata agli Internazionali d'Italia 2013. Accedette senza troppi problemi ai quarti di finale, ma annunciò il ritiro a causa del persistere di un'influenza che la colpì già una settimana prima a Madrid.
Agli Open di Francia 2013 Marija dovette difendere il titolo conquistato l'anno precedente. Riuscì ad approdare in finale dopo avere battuto in sequenza Hsieh Su-wei per 6-2, 6-1, Eugenie Bouchard per 6-2, 6-4, Zheng Jie per 6-1, 7-5, Sloane Stephens per 6-4, 6-3, Jelena Janković per 0-6, 6-4, 6-3 e Viktoryja Azaranka per 6-1, 2-6, 6-4. Incontrò per la terza volta nell'anno Serena Williams, contro cui cedette per 6-4, 6-4. Questo risultato le costò il secondo posto nel ranking WTA.
Partecipò successivamente al torneo di Wimbledon. Al primo turno incontrò la francese Kristina Mladenovic, che batté per 7–6(5), 6-3. Al secondo turno venne però eliminata dalla portoghese Michelle Larcher de Brito in due set (3-6, 4-6).
Tornò in campo dopo più di un mese al torneo di Cincinnati dove uscì di scena al secondo turno per mano della statunitense Sloane Stephens. Si ritirò dagli US Open e dagli altri tornei in programma a fine anno a causa di una borsite alla spalla destra. Pur essendosi qualificata, non prese parte neanche ai Championships di fine anno, sempre a causa dell'infortunio alla spalla. A metà novembre annunciò che stava lavorando con il suo nuovo allenatore, Sven Groeneveld, ex coach di Monica Seles, Caroline Wozniacki e Ana Ivanović, tutte ex numero uno del mondo. Malgrado non avesse partecipato alla seconda parte di stagione Marija chiuse l'anno in quarta posizione mondiale, grazie ai risultati ottenuti nei primi mesi dell'anno.

### 2014: secondo titolo agli Open di Francia
Marija cominciò il 2014 con l'ufficializzazione del nuovo coach, Sven Groeneveld. Prese parte al Brisbane International, dove batté in sequenza Caroline Garcia (6-3, 6-0), Ashleigh Barty (per ritiro) e Kaia Kanepi (4-6, 6-3, 6-2). Arrivò in semifinale, dove venne fermata ancora una volta da Serena Williams, che la sconfisse in due set (6-2, 7–6(7)). Masha partecipò agli Australian Open dove già rischiò al secondo turno contro l'italiana Karin Knapp, battuta soltanto 10-8 al terzo. Agli ottavi di finale venne sconfitta a sorpresa dalla slovacca Dominika Cibulková in tre set.

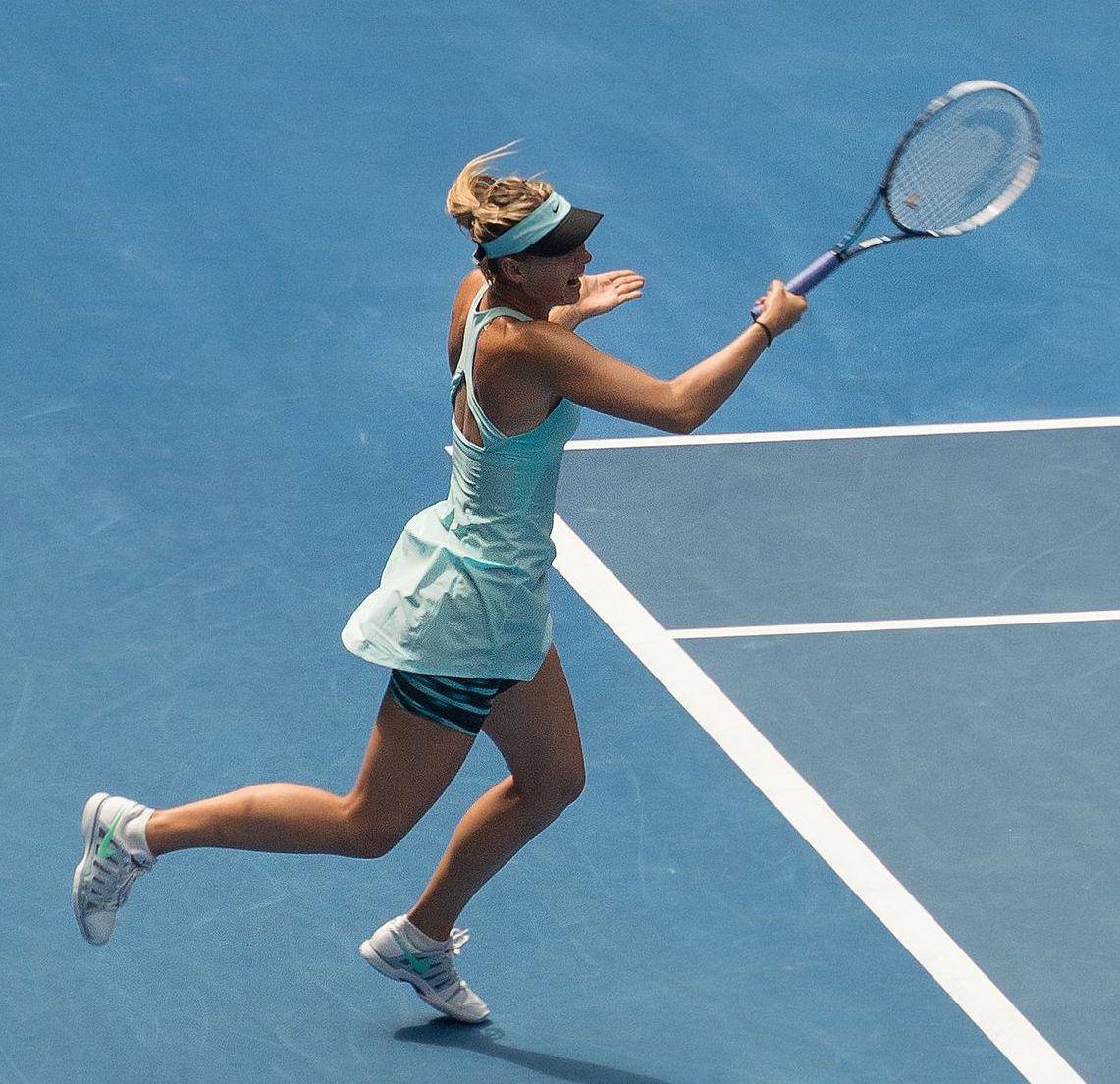
Marija Šarapova agli Australian Open 2014.

Il 27 gennaio partecipò al torneo Open GDF Suez di Parigi come testa di serie n.1 e venne sconfitta in semifinale da Anastasija Pavljučenkova, con il punteggio di 4-6, 6-3, 6-4. Al torneo di Indian Wells non riuscì a difendere il titolo conquistato l'anno precedente, venendo sconfitta al terzo turno dall'italiana Camila Giorgi. In seguito a questa sconfitta la russa uscì dalla top 5. Dopo Indian Wells la russa si presentò al torneo di Miami. Riuscì ad arrivare ai quarti di finale battendo Kurumi Nara per 6-3, 6-4, Lucie Šafářová per 6-4, 6(7)–7, 6-2, e Kirsten Flipkens per 3-6, 6-4, 6-1. Accedette in semifinale, battendo in modo convincente la ceca Petra Kvitová con il punteggio di 7-5, 6-1. In semifinale venne sconfitta però da Serena Williams con il punteggio di 6-4, 6-3.
Cominciò bene la stagione sulla terra rossa vincendo il suo trentesimo titolo in carriera al Porsche Tennis Grand Prix di Stoccarda. Durante il suo cammino batté Lucie Šafářová per 7–6(5), 6(5)–7, 7–6(2), Anastasija Pavljučenkova per 6-4, 6-3, la testa di serie n. 1 Agnieszka Radwańska per 6-3, 6-4, Sara Errani per 6-1, 6-2 e in finale Ana Ivanović per 3-6, 6-4, 6-1. A maggio vinse per la prima volta in carriera il torneo di Madrid, dove batté ai quarti la numero due Li Na (2-6, 7–6(5), 6-3), in semifinale la numero tre Agnieszka Radwańska (6-1, 6-4) e in finale la numero cinque Simona Halep (1-6, 6-2, 6-3). La sua serie di vittorie consecutive si fermò agli Internazionali BNL d'Italia, dove venne sconfitta agli ottavi di finale da Ana Ivanović.

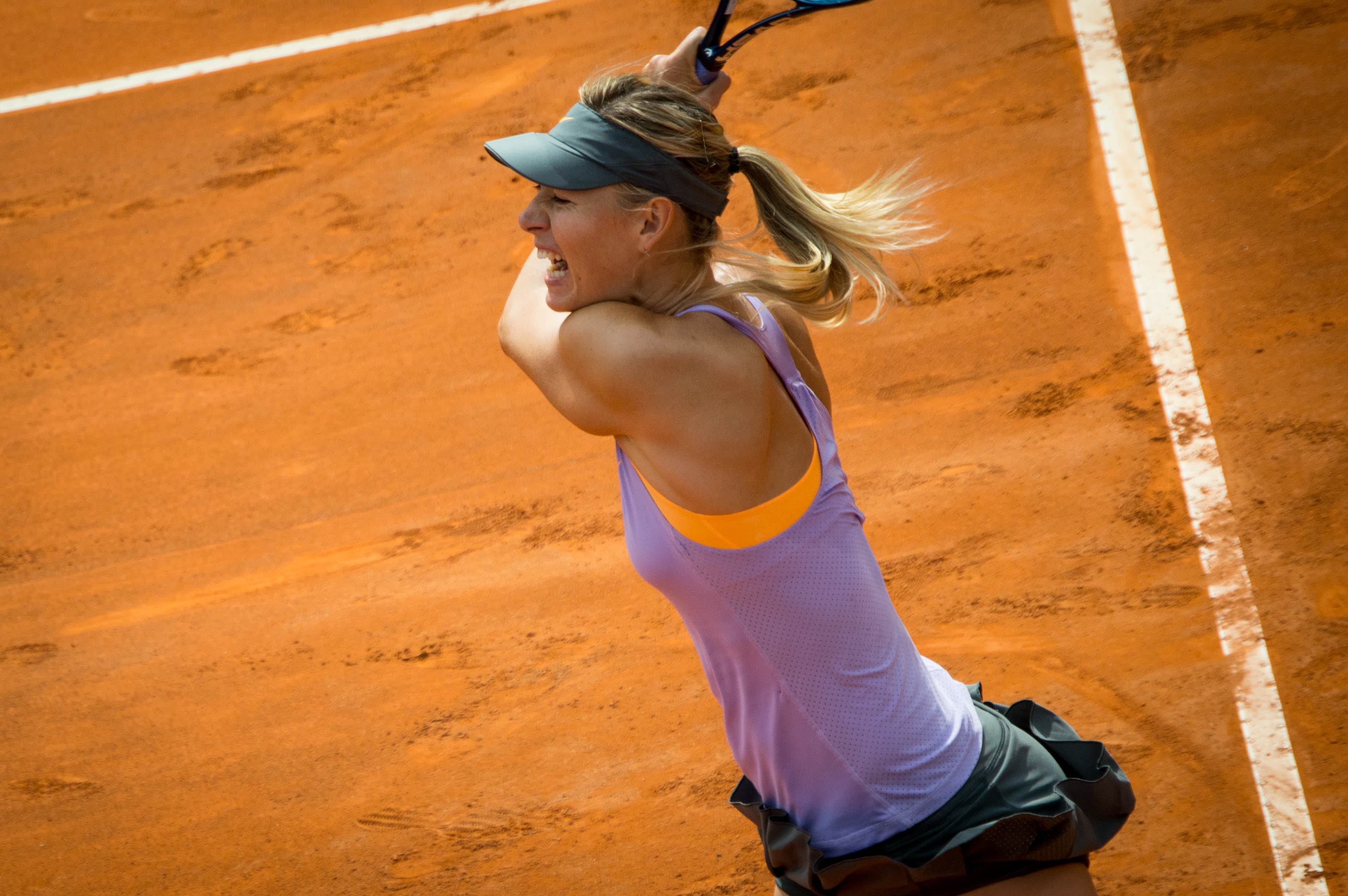
Marija Šarapova durante gli Internazionali d'Italia 2014

Il 26 maggio si presentò agli Open di Francia con la testa di serie n.7: superò agevolmente i primi turni battendo Ksenija Pervak 6-2, 6-1, Cvetana Pironkova 7-5, 6-2 e Paula Ormaechea 6-0, 6-0. Agli ottavi sconfisse l'australiana Samantha Stosur per 6-0 al terzo set dopo essere stata sotto 3-6, 3-4. Ai quarti di finale gareggiò contro la spagnola Garbiñe Muguruza, che aveva eliminato al secondo turno Serena Williams, battendola con il punteggio finale di 1-6, 7-5, 6-1, dopo essere stata sotto di un set e 5-4 nel secondo per la spagnola. Superando in semifinale la ventenne Eugenie Bouchard in tre set (4-6, 7-5, 6-2), riuscì a ottenere la sua nona finale slam, la terza consecutiva al Roland Garros.
La finale la vide opposta alla n.4 del mondo Simona Halep, dopo quella di Madrid che vide trionfare la russa in tre set. Il match si concluse al terzo set (il quarto nel torneo per la siberiana), nel quale Šarapova riuscì a imporsi sulla rivale per 6-4 conquistando il quinto slam in carriera, secondo a Parigi. Grazie al trionfo parigino la Šarapova si issò al primo posto della Road to Singapore, superando in un solo colpo Agnieszka Radwańska, Serena Williams e Na Li.
La stagione sulla terra si concluse con un bilancio di diciannove partite vinte su venti incontri e con tre titoli vinti (Stoccarda, Madrid e il Roland Garros).
Dopo il trionfo parigino Marija prese parte a Wimbledon. Dopo avere superato in scioltezza i primi tre turni venne sconfitta a sorpresa da Angelique Kerber, con il punteggio di 7–6(4), 4-6, 6-4.
Dopo Wimbledon cominciò la stagione sul cemento americano. Alla Rogers Cup di Montréal venne eliminata al terzo turno dalla spagnola Carla Suárez Navarro in tre set (6-2, 4-6, 6-2). A Cincinnati, invece, riuscì ad accedere in semifinale, battendo in ordine Madison Keys, Anastasija Pavljučenkova e Simona Halep. In semifinale venne però sconfitta da Ana Ivanović, in uno dei match più belli dell'anno, con il punteggio di 6-2, 5-7, 7-5, non riuscendo a convertire nel terzo set due match point sul 5-4 in suo favore.

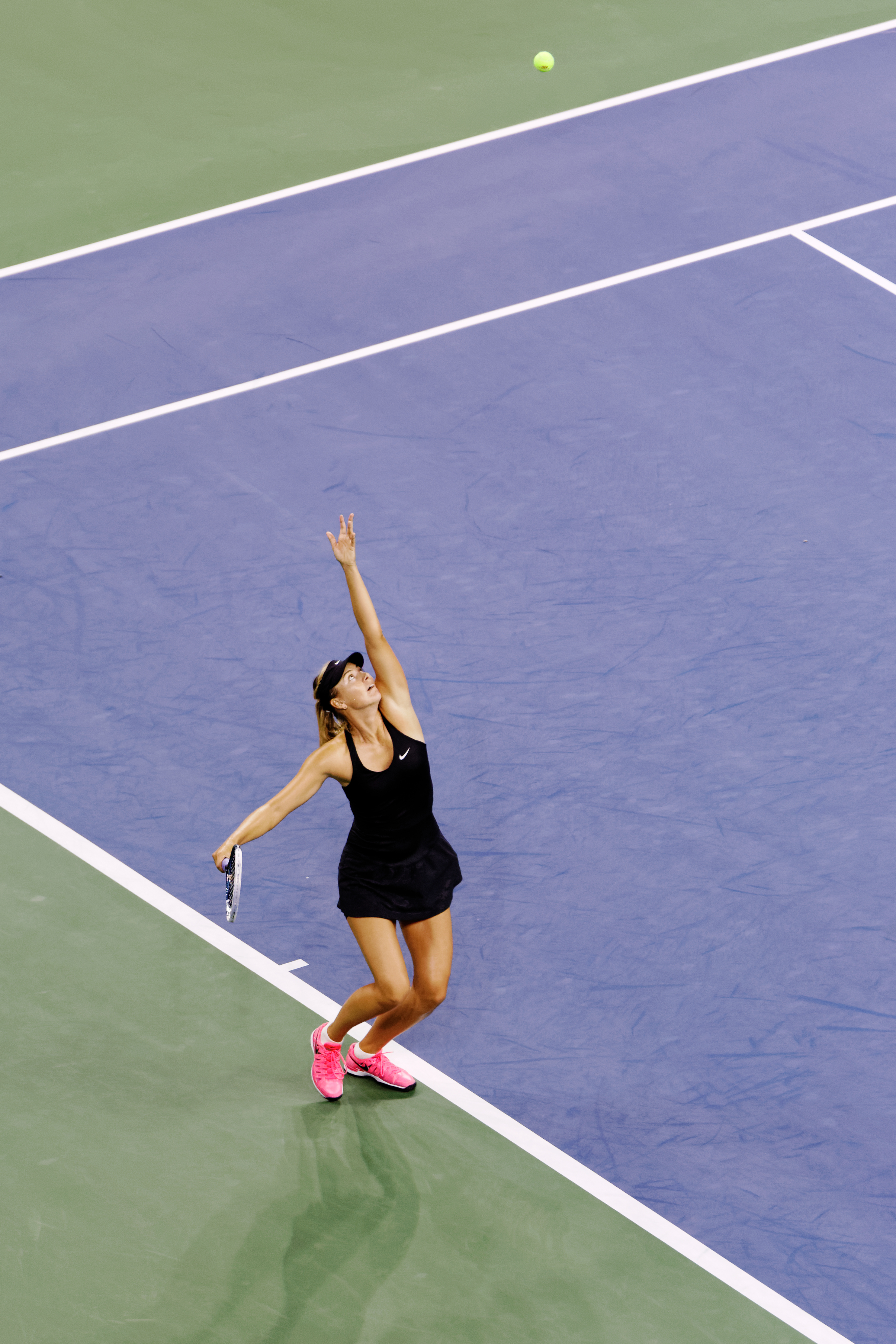
Šarapova al servizio durante gli US Open 2014

La siberiana prese parte all'ultimo slam stagionale come testa di serie numero cinque. Al secondo turno batté in rimonta la numero 95 del mondo Alexandra Dulgheru. La sua corsa si fermò agli ottavi di finale, per mano della futura finalista Caroline Wozniacki, che la batté in tre set. Dopo New York la russa tornò a occupare la quarta posizione mondiale. Il 9 settembre la tennista siberiana si qualificò matematicamente al WTA Tour Championships 2014 in singolare per l'ottava volta in carriera, quarta consecutiva.
Cominciò la stagione asiatica partecipando alla prima edizione del torneo di Wuhan. Dopo avere battuto a fatica Svetlana Kuznecova all'esordio (3-6, 6-2, 6-2), venne clamorosamente sconfitta agli ottavi di finale dall'elvetica Timea Bacsinszky in due set (6(3)–7, 5-7). La settimana successiva si presentò al China Open con la quarta testa di serie. Raggiunse agevolmente la finale battendo nel corso del torneo Kaia Kanepi (6-4, 6-1), Elina Svitolina (6-2, 6-2), Carla Suárez Navarro (6-1, 7–6(3)), Svetlana Kuznecova (6-0, 6-4) e Ana Ivanović (6-0, 6-4). Il 5 ottobre si aggiudicò il titolo, sconfiggendo in finale Petra Kvitová per 6-4, 2-6, 6-3. Era da diciotto mesi che la tennista russa non vinceva un torneo sul cemento. Grazie a questa vittoria tornò a essere la numero 2 dal ranking WTA dietro la sua eterna rivale Serena Williams.
Arrivò alle WTA Finals come numero 2 mondiale e con la possibilità di ritornare in vetta al ranking in caso di vittoria finale. Fu inserita nel gruppo bianco insieme con Radwanska, Kvitova e Wozniacki. Perse il primo incontro del round robin contro una Caroline Wozniacki in splendida forma con il punteggio di 7–6(4), 6(5)–7, 6-2. Neanche il secondo incontro la vide trionfare poiché viene sconfitta nettamente dalla Kvitová in due set 3-6, 2-6. Nell'ultima giornata di qualificazioni per le semifinali Marija affrontò Agnieszka Radwańska, che le negò di accedere in semifinale perdendo in tre set (7-5, 6(4)–7, 6-2).
Nonostante l'inaspettata eliminazione nel round robin la russa chiuse l'anno al numero 2 mondiale (per la terza volta in carriera), con quattro titoli vinti (Stoccarda, Madrid, Roland Garros e Pechino) e con un guadagno complessivo di 5 839 357 dollari, secondo solo a quello di Serena Williams.

### 2015: decima finale Slam e la prima finale in Fed Cup
Il 2015 cominciò alla grande per Marija: esordì a Brisbane da testa di serie n.1, dove riuscì ad arrivare in finale contro Ana Ivanović, perdendo appena nove game in tre incontri. La russa si impose in finale in tre set, con il punteggio di 6(4)–7, 6-3, 6-3, conquistando così il suo trentaquattresimo titolo in carriera, ventesimo sul cemento, portandosi così a meno di settecento punti dalla vetta del ranking, occupata dalla sua più grande rivale, Serena Williams.
Partecipò agli Australian Open, dove è accreditata della testa di serie numero 2. Approdò in semifinale battendo in sequenza Petra Martić (6-4, 6-1), Aleksandra Panova (6-1, 4-6, 7-5), Zarina Dijas (6-1, 6-1), Shuai Peng (6-3, 6-0) e Eugenie Bouchard (6-3, 6-2). Accedette alla sua decima finale slam, la quarta a Melbourne, battendo la neo top ten Ekaterina Makarova in due facili set (6-3, 6-2). In finale incontrò la numero 1 del mondo, Serena Williams, ma anche questa volta la statunitense ebbe la meglio, poiché vinse in due set con il punteggio di 6-3, 7–6(5).
Dopo la finale persa a Melbourne tornò a giocare la Fed Cup nei quarti contro la Polonia, dopo tre anni dall'ultima apparizione. Vinse il secondo match di singolare contro la minore delle sorelle Radwanska con un perentorio 6-0, 6-3 e firmò il successo della Russia vincendo il match contro Agnieszka Radwańska, battuta con il punteggio di 6-1, 7-5. Tornò in campo nel torneo di Acapulco, dove si ritirò prima della semifinale che l'avrebbe vista opposta a Caroline Garcia per un problema allo stomaco. Nel mese di marzo prese parte al primo Premier Mandatory stagionale, Indian Wells, da testa di serie numero due, ma si fece sorprendere negli ottavi di finale dalla campionessa in carica Flavia Pennetta che la batté 3-6 6-3 6-2. Quella contro la Pennetta fu la seconda sconfitta stagionale, dopo quella subita nella finale di Melbourne. A Miami venne clamorosamente eliminata al secondo turno dalla giovane promessa russa Dar'ja Gavrilova, in due set con il punteggio di 7–6(4), 6-3.

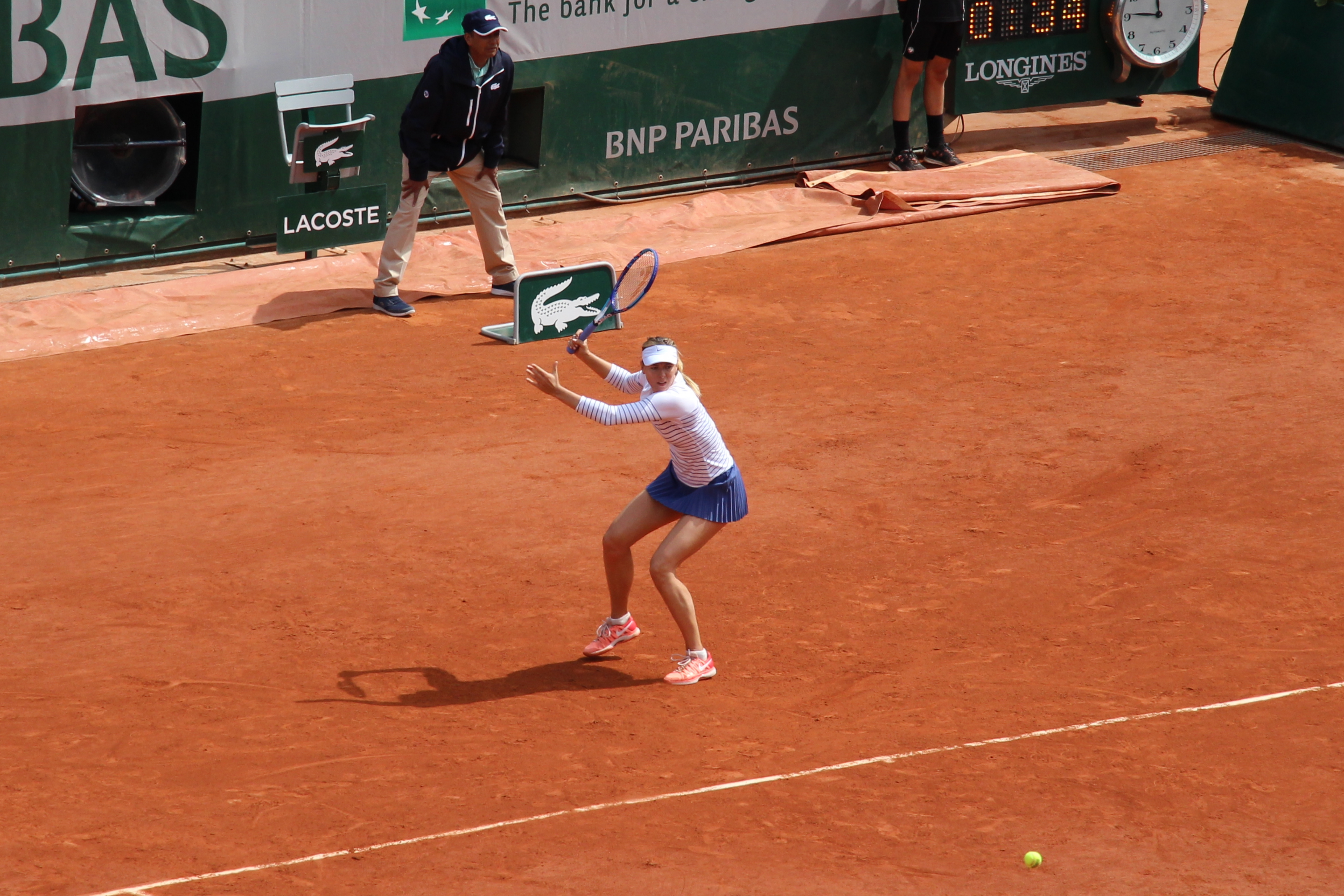
La Šarapova durante gli Open di Francia 2015.

Cominciò la stagione su terra partecipando al torneo WTA di Stoccarda (torneo in cui era imbattuta da tre edizioni), ma venne eliminata nel match di esordio da una sorprendente Angelique Kerber. Dopo la sconfitta subita per mano della teutonica Šarapova cedette la seconda posizione alla rumena Simona Halep. Quella contro la Kerber fu la terza sconfitta consecutiva (dopo la sconfitta contro la Pennetta a Indian Wells e quella contro la Gavrilova a Key Biscayne): non accadeva dal 2003 che la tennista russa subisse tre sconfitte consecutive. In seguito partecipò al Mutua Madrid Open, dove le fu accreditata la testa di serie numero 3. Arrivò in semifinale dopo avere battuto in sequenza Timea Bacsinszky (6-2, 6-3), Mariana Duque Mariño (6-1, 6-2), Caroline Garcia (6-2, 4-6, 7-5) e Caroline Wozniacki (6-1, 3-6, 6-3). Nel penultimo atto Masha fu attesa da un derby russo contro Svetlana Kuznecova. Fu l'ultima citata, però, ad avere la meglio, vincendo inaspettatamente con il punteggio di 6-2, 6-4.
A Roma, invece, fu lei a imporsi, dopo un ottimo torneo: dopo il bye al primo turno al secondo turno approfittò del ritiro di Jarmila Gajdosova mentre al terzo batté la serba Bojana Jovanovski, per 6-3 6-3. Ai quarti sconfisse 6-3 6-2 la ex numero uno del mondo Viktoryja Azaranka e in semifinale superò la sorprendente Dar'ja Gavrilova, per 7-5 6-3. Nell'atto conclusivo del torneo batté, in rimonta, l'iberica Carla Suárez Navarro, per 4-6 7-5 6-1; con questa vittoria ritornò nuovamente alla seconda posizione mondiale, strappatale qualche settimana prima dalla rumena Simona Halep. Partecipò al Roland Garros come campionessa uscente, ma uscì già agli ottavi per mano della ceca Lucie Šafářová che batté la russa con il punteggio di 7-6, 6-4. A causa della deludente sconfitta subita al Roland Garros, perse il numero 2 mondiale e scese fino in quarta posizione.
Arrivò a Wimbledon senza avere giocato nessun torneo di preparazione sull'erba. Pur non esprimendo il suo miglior tennis arrivò ai quarti di finale (senza perdere set) a distanza di quattro anni dall'ultima apparizione. Approdò in semifinale battendo la statunitense Coco Vandeweghe in tre set (6-3, 6(3)–7, 6-2). Nel penultimo atto del torneo affrontò la sua storica rivale, Serena Williams, per la ventesima volta in carriera. Perse con il punteggio di 6-2, 6-4, ma grazie alla semifinale conquistata ritornò in seconda posizione mondiale, scavalcando la Halep e la Kvitová.
Saltò tutti i tornei sul cemento americano (US Open compreso) a causa di un infortunio alla gamba. Il 10 settembre si qualificò matematicamente per le WTA Finals 2015 di Singapore. Tornò in campo al torneo di Wuhan, dove preferì ritirarsi già al primo turno in seguito a un lieve problema al braccio sinistro. A Singapore, durante l'ultimo torneo dell'anno, vinse tutte e tre le partite del round robin contro Simona Halep, Agnieszka Radwańska e Flavia Pennetta. Arrivata in semifinale, però, venne sconfitta in due set da Petra Kvitová. Il mese successivo disputò la sua prima finale in Fed Cup contro la Repubblica Ceca di Petra Kvitová. Nonostante le due vittorie ottenute in singolare (tra cui la rivincita contro la Kvitová) la Russia venne sconfitta al doppio decisivo. Concluse l'anno così alla quarta posizione mondiale, con due titoli in più in bacheca (Brisbane e Roma) e un bilancio di 37 vittorie e nove sconfitte.

### 2016: positività al doping

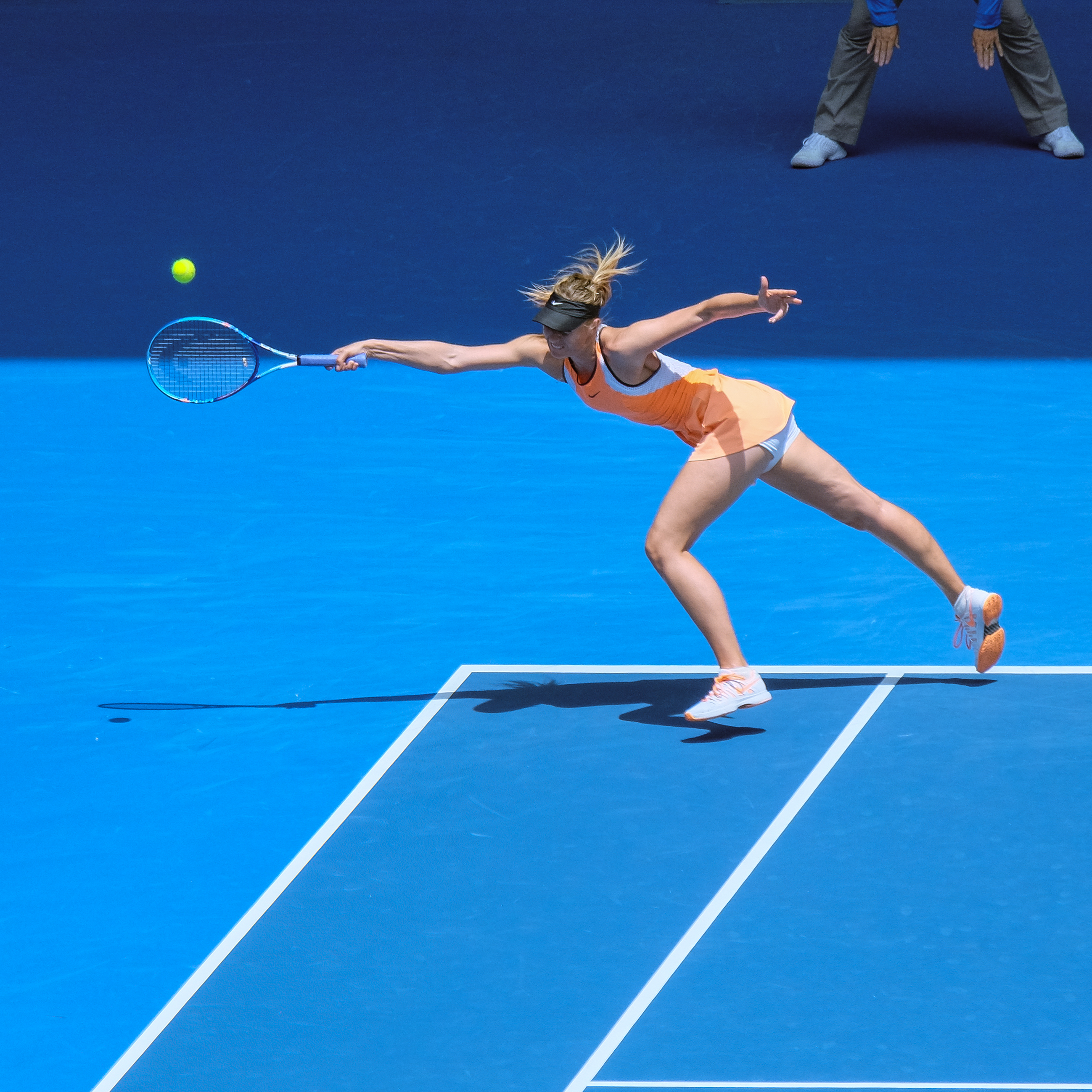
Marija Šarapova durante gli Australian Open nel 2016.

La tennista siberiana avviò il 2016 partecipando al primo Slam dell'anno, l'Australian Open. Accreditata come testa di serie numero 5, eliminò Nao Hibino (6-1, 6-3), Aljaksandra Sasnovič (6-2, 6-1), Lauren Davis (6-1 6(5)-7 6-0) e Belinda Bencic (7-5, 7-5). Ai quarti trovò la numero 1 del mondo, Serena Williams, che la batté agevolmente in due set.
Il 7 marzo, in conferenza stampa, dichiarò di essere stata trovata positiva al controllo antidoping su un campione fornito nell'ambito del TADP (Tennis Anti-Doping Programme) il 26 gennaio, durante gli Australian Open, a causa dell'assunzione del principio attivo meldonium. La decisione della ITF riguardo alla squalifica giunse tre mesi più tardi: la tennista avrebbe dovuto riprendere a giocare a partire dal 26 gennaio 2018. Il meldonium era stato aggiunto alla lista delle sostanze proibite il 16 settembre 2015, con effetto a partire dal 1º gennaio 2016. La tennista decise quindi di ricorrere in appello, dato che l'ITF aveva deliberato che la violazione fosse stata di natura non intenzionale. Il 4 ottobre il Tribunale Arbitrale dello Sport rese noto l'esito del ricorso: la pena, dai due anni iniziali, si ridusse a un anno e tre mesi, permettendo così alla russa di tornare in campo nell'aprile del 2017. La settimana successiva, il 10 ottobre, giocò in un'esibizione a Las Vegas insieme a varie leggende del passato come Martina Navrátilová e John McEnroe.
Poco meno di due mesi dopo, il 15 dicembre, giocò un'esibizione a Porto Rico contro la vincitrice della medaglia d'oro alle Olimpiadi di Rio, Mónica Puig, perdendo con il punteggio di 6-3, 1-6, 10-6.

### 2017-2020: ritorno alle competizioni e ritiro

#### 2017: titolo WTA n° 36
Il ritorno avvenne grazie a una wild card concessa per il Porsche Tennis Grand Prix di Stoccarda. Il debutto fu positivo, dato che sconfisse Roberta Vinci, Ekaterina Makarova, Anett Kontaveit (capace di sconfiggere al turno precedente la detentrice del Roland Garros Garbiñe Muguruza) senza perdere nessun set. Ritornata subito in semifinale al primo torneo del rientro, venne sconfitta da una delle tenniste più in forma della stagione, Kristina Mladenovic, in rimonta con il punteggio di 2-6, 7-5, 6-4. Grazie alla semifinale ottenuta Marija Šarapova rientrò ufficialmente nel ranking mondiale WTA, precisamente al numero 262.
Una settimana dopo il torneo tedesco prese parte al Premier Mandatory Mutua Madrid Open, sempre grazie a una wild card concessa dagli organizzatori. Dopo la vittoria al primo turno contro Mirjana Lučić-Baroni 4-6, 6-4, 6-0, venne sconfitta a sorpresa da Eugenie Bouchard con il punteggio di 7-5, 2-6, 6-4. Quest'ultima partita scatenò un vero e proprio caso mediatico, poiché la canadese, pochi giorni prima dell'inizio del torneo, parlò del caso Šarapova in un'intervista, definendo la russa "un'imbrogliona che non doveva tornare a giocare e un cattivo esempio per i giovani". Dopo il match la canadese affermò inoltre che prima della partita contro la siberiana, varie giocatrici le avevano augurato buona fortuna salvo poi smentite da giocatrici come Simona Halep e Svetlana Kuznecova, le quali affermarono di non avere alcun tipo di rapporto con la canadese.
La settimana successiva disputò gli Internazionali BNL d'Italia, ultimo torneo da lei vinto nel 2015. Batté agevolmente Christina McHale all'esordio per 6-4, 6-2, ma a causa di un infortunio alla gamba fu costretta a ritirarsi nel match di secondo turno contro la Lučić-Baroni sul punteggio di 4-6, 6-3, 2-1 in suo favore. Mezz'ora prima del match contro la croata, venne annunciato che non sarebbe stata concessa nessuna wild card alla tennista per l'Open di Francia, sia per il tabellone principale e sia per quello di qualificazioni.
Nonostante la riabilitazione per guarire dal problema alla gamba l'infortunio si dimostrò più serio del previsto, costringendo la Šarapova a saltare anche tutta la stagione su erba (qualificazioni di Wimbledon comprese).
Ritornò dopo due mesi, partecipando al Bank of the West Classic a distanza di sei anni dall'ultima partecipazione. Vinse il match di primo turno contro Jennifer Brady (6-1, 4-6, 6-0), ma il giorno successivo annunciò il ritiro dal torneo a causa di un dolore al braccio sinistro; l'infortunio si prolungò fino alla vigilia degli US Open.
La USTA decise di concedere alla russa una wild card per gli US Open 2017, così da permetterle di giocare un torneo dello Slam a diciannove mesi dall'ultima volta (Australian Open 2016). Al primo turno si scontrò subito con la testa di serie n.2 Simona Halep, contro la quale ebbe la meglio in quasi tre ore con il punteggio di 6-4, 4-6, 6-3. Vinse anche contro Tímea Babos 6(4)–7, 6-4, 6-1 e Sofia Kenin 7-5, 6-2, mentre agli ottavi di finale fu costretta ad arrendersi alla testa di serie n.16 Anastasija Sevastova che la sconfisse con il punteggio di 5-7, 6-4, 6-2. Il 15 ottobre 2017, a Tianjin, tornò a conquistare un titolo WTA senza cedere nessun set nel percorso battendo la diciannovenne bielorussa Aryna Sabalenka 7-5, 7–6(8). Concluse la sua stagione al sessantesimo posto della classifica WTA, perdendo all'esordio della Kremlin Cup 2017 contro Magdaléna Rybáriková.

#### 2018: ritorno in Top 30

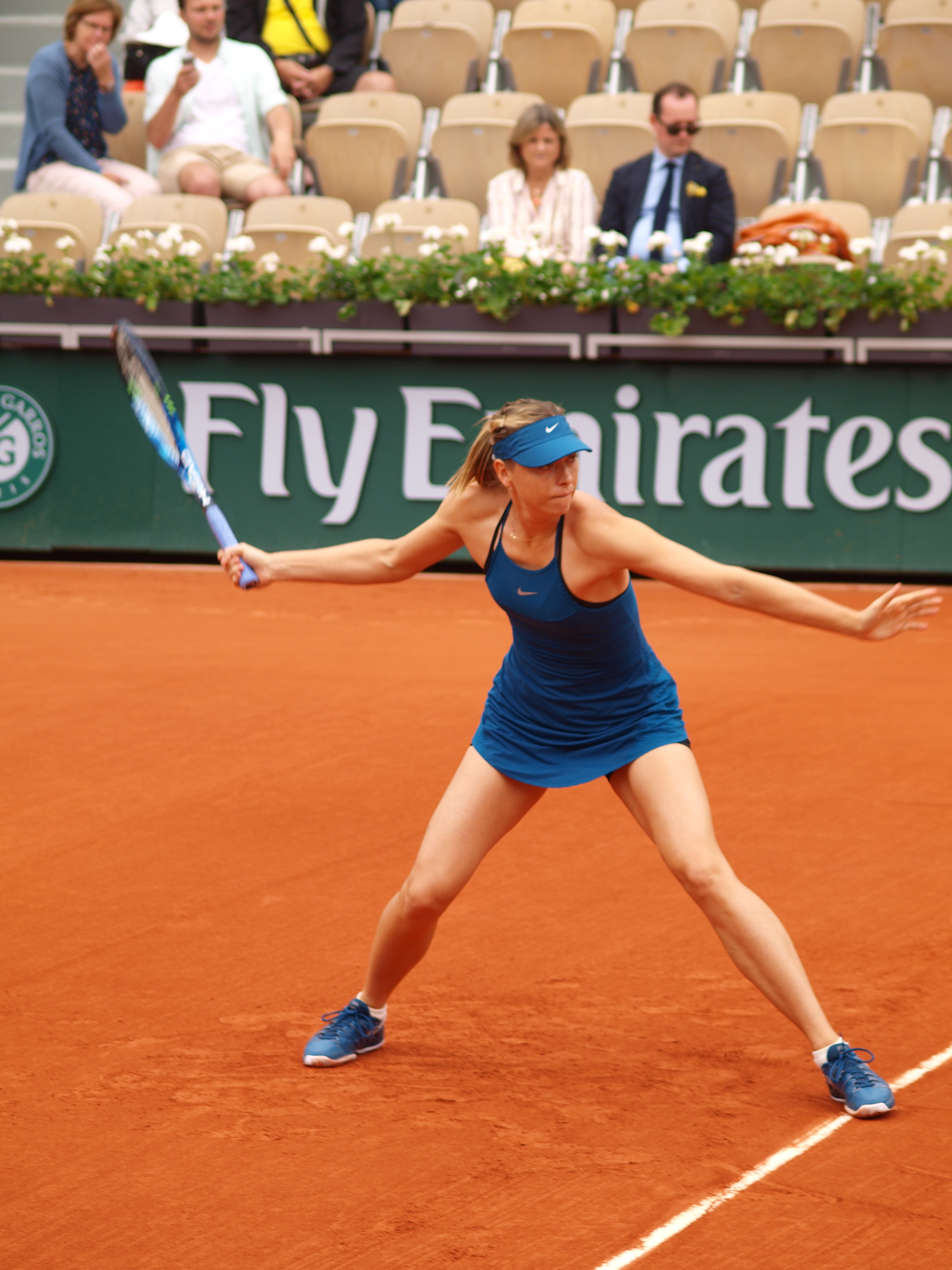
Marija Šarapova durante gli Open di Francia 2018.

Nel 2018 la Šarapova debuttò al torneo di Shenzhen, battendo Mihaela Buzărnescu (6-3, 6-0), Alison Riske (4-6, 6-3, 6-2) e Zarina Diyas (6-3, 6-3), per poi perdere in semifinale contro Kateřina Siniaková (2-6, 6-3, 3-6). Agli Australian Open, dopo avere battuto all'esordio Tatjana Maria (6-1, 6-4) e Anastasija Sevastova (6-1, 7-6) perse al terzo turno contro Angelique Kerber in un match a senso unico a favore dell'avversaria (1-6, 3-6). Tornò in campo a Doha dove si arrese a sorpresa all'esordio dalla rumena Monica Niculescu (6-4, 4-6, 3-6). Stessa sorte le toccò a Indian Wells, sconfitta dalla poi futura vincitrice Naomi Ōsaka per 4-6, 4-6.
Nel torneo che segnò il suo rientro in campo l'anno precedente perse subito dalla francese Caroline Garcia in tre set, portando a quattro la serie di sconfitte consecutive. A Madrid tornò a esprimere un buon tennis, sconfisse in sequenza Mihaela Buzărnescu (6-4, 6-1), Irina-Camelia Begu (7-5, 6-1) e Kristina Mladenovic (6-3, 6-4) per poi perdere ai quarti da Kiki Bertens per 6-4, 2-6, 3-6. Raggiunse i quarti di finale anche a Roma dove batté in rimonta la campionessa del Roland Garros, nonché numero 5 del mondo, Jeļena Ostapenko, per 6-7, 6-4, 7-5. In semifinale dovette capitolare a Simona Halep per 6-4, 1-6, 4-6 ma grazie a al risultato raggiunto rientrò in top 30 ed ebbe accesso ad una testa di serie per Parigi.
Ritornò a Parigi a tre anni di distanza dall'ultima apparizione. Approdò (non senza difficoltà) al terzo turno dove si scontrò con la testa di serie n.6 Karolína Plíšková. La russa dominò il match vincendo in due facili set (6-2, 6-1), ottenendo così un'altra vittoria di prestigio contro una giocatrice classificata top ten. Approdò ai quarti di finale del torneo parigino grazie al ritiro della rientrante Serena Williams, ferma nei mesi precedenti per via della gravidanza. Nei quarti venne sconfitta dalla numero 3 del mondo Garbiñe Muguruza in due set.
Prese parte a Wimbledon dove uscì di scena già al primo turno venendo sconfitta dalla connazionale Vitalija D'jačenko. La Šarapova vinse il primo set per 7-3 al tie-break, per poi perdere il secondo parziale con lo stesso risultato e subire la rimonta nel set decisivo per 3-6. Si presentò a Montréal dove vinse agevolmente i primi due turni contro Sesil Karatančeva e Dar'ja Kasatkina; perse poi, con il punteggio di 3-6 2-6, contro la numero sei del mondo, Caroline Garcia.
Partecipò al quarto e ultimo Slam della stagione, gli US Open. Dopo essersi imposta in due set su Patty Schnyder (6-2 7–6(6)), Sorana Cîrstea (6-2 7-5) e Jeļena Ostapenko (6-3 6-2) venne sconfitta a sorpresa da Carla Suárez Navarro per 4-6 3-6.
Chiuse la stagione alla posizione numero ventinove.

#### 2019: uscita dalla Top 100

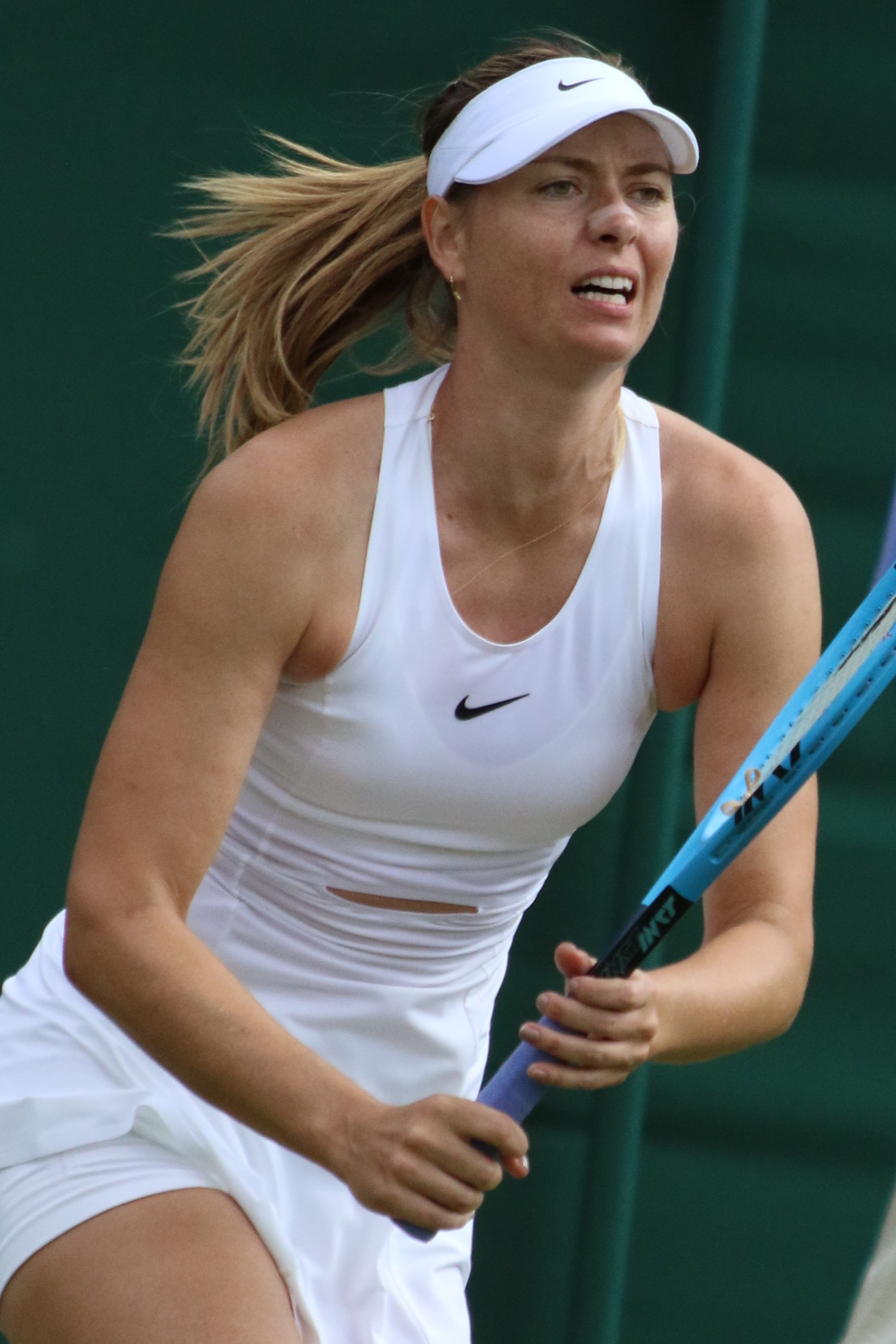
Marija Šarapova a Wimbledon 2019

Iniziò la stagione partecipando al torneo di Shenzhen. Approdò ai quarti sconfiggendo Timea Bacsinszky e Wang Xinyu; fu poi costretta al ritiro contro la futura campionessa del torneo, Aryna Sabalenka, a causa di un infortunio alla coscia sinistra.
Nonostante l'infortunio subito a Shenzhen riuscì a raggiungere il quarto turno all'Australian Open imponendosi su Harriet Dart (doppio 6-0), Rebecca Peterson (6-2 6-1) e sulla terza tennista del ranking e campionessa in carica, Caroline Wozniacki, per 6-4 4-6 6-3; venne poi sconfitta in rimonta dalla giocatrice di casa, Ashleigh Barty (6-4 1-6 4-6).
In patria partecipò al torneo di San Pietroburgo dove, dopo avere sconfitto agevolmente Dar'ja Gavrilova, si ritirò senza scendere in campo contro Dar'ja Kasatkina a causa dei persistenti problemi alla spalla.
Dopo più di quattro mesi di stop prese parte al torneo di Maiorca, dove venne sconfitta al secondo turno da Angelique Kerber. Successivamente partecipò al torneo di Wimbledon, ma fu costretta a ritirarsi sul punteggio di 6-4 6(4)–7 0-5 in favore di Pauline Parmentier.
Tornò in campo a Toronto, dove venne sconfitta in tre set da Anett Kontaveit (6-4 3-6 4-6). Si presentò allo US Open in condizioni non ottimali. Si scontrò al primo turno contro la sua storica rivale, Serena Williams; l'americana le inflisse la ventesima sconfitta consecutiva, stavolta con un risultato più netto: un doppio 6-1. Quello contro Serena fu il suo ultimo incontro del 2019.

#### 2020: il ritiro
All'inizio del 2020 si ritrovò alla posizione 377 della classifica ufficiale WTA a causa dei numerosi infortuni e delle poche partite disputate nel 2019. Le venne offerta una wild-card per disputare i tornei di Brisbane e degli Australian Open, dove uscì di scena al primo turno, rispettivamente per mano di Jennifer Brady e Donna Vekić. Dopo il match perso contro la croata, le venne chiesto, in conferenza stampa, se questi sarebbero stati i suoi ultimi Australian Open e la sua risposta fu “Non lo so. Sono stata fortunata quest’anno e ringrazio Craig per avermi permesso di fare parte di questo evento ma ora è difficile per me pensare a cosa succederà nei prossimi dodici mesi“.
Il 26 febbraio 2020, attraverso due interviste concesse alle riviste Vanity Fair e Vogue, annunciò il suo ritiro dal tennis professionistico all'età di 32 anni; causa del ritiro, come spiegato da lei stessa, fu il suo fisico, logorato e non più capace di riprendersi dagli innumerevoli infortuni patiti degli ultimi anni.

## Caratteristiche tecniche
Il tennis di Marija Šarapova è praticamente esente da variazioni tecnico-tattiche: per una serie di fattori sia fisici che legati alla sua indole, tutti i coach che l'hanno accompagnata durante la sua crescita tennistica hanno deciso di concentrarsi e sviluppare al massimo le potenzialità di pochi colpi. Marija è un attaccante da fondo campo che, sorretta da due solidi e potenti fondamentali, mira a prendere in mano le redini dello scambio in modo da comandare il gioco sin dalle fasi iniziali e di chiudere il punto il prima possibile. Per capire l'efficacia dei suoi colpi da fondo campo, si può riportare una statistica realizzata nel 2015 dalla IBM. Agli Australian Open di quell'anno si dimostrò alla vigilia della finale disputata la tennista, sia tra gli uomini sia tra le donne, con il più alto numero di vincenti di dritto del torneo (6,5 per set, per un totale di 84 vincenti). Non tende a scendere a rete, se non per concludere un punto con uno smash o con uno schiaffo al volo. Considerata la sua altezza (188 cm) è una giocatrice rapida. Dal 2008 il gioco della russa è diventato più vario, dato che la tennista ha cominciato a colpire più frequentemente la pallina di rovescio con un effetto slice e a tentare delle palle corte.
Nonostante il gioco molto aggressivo Šarapova ha nella sua arma migliore la forza mentale, e lo spirito competitivo, tanto che Nick Bollettieri definì la russa «dura come l'acciaio». John McEnroe disse di lei che è «una delle sportive più combattenti di sempre». Grazie a queste abilità, quando un match si prolunga al terzo set, è quasi sempre lei a spuntarla. Dal 2010 a oggi Marija Šarapova ha affrontato per 101 volte il terzo set, vincendolo in 77 occasioni.
Il procedimento che utilizza Marija Šarapova ogni volta che si appresta a servire potrebbe essere definito «rituale». La posizione quasi frontale, le gambe distanziate, uno sguardo all'avversaria e, dopo avere fatto rimbalzare la pallina, di solito due volte, l'avvio del movimento. Marija alza la punta del piede sinistro, tiene la pallina sotto al profilo della racchetta e, durante il lancio, unisce le gambe per poi piegarle in modo da sfruttare al massimo la spinta del corpo. Un movimento fluido che si conclude con un impatto che la proietta di un passo dentro al campo. Marija Šarapova predilige prime piatte, potenti, seppur abbia ottenuto ottimi risultati grazie a slice carichi di effetto comunque rapidi. Pur ottenendo molti punti grazie al servizio, Marija tende a commettere troppi doppi falli.
All'inizio della sua carriera la prima e la seconda di servizio della russa avevano la stessa velocità ed erano molto efficaci. A partire dal 2007, quando la tennista ebbe problemi alla spalla, il suo servizio diventò più debole e meno efficace. Sempre più spesso, infatti, la tennista compiva doppi falli. La mancanza di un servizio efficace comprometteva anche il suo gioco in battuta. Infatti era sempre più costretta a forzare sia di dritto sia di rovescio per non subire break. Intorno al 2009 il suo servizio cominciò a essere nuovamente efficace, anche se commetteva comunque molti doppi falli, dato che non riusciva a controllare perfettamente il servizio. Dopo gli US Open di quell'anno Marija Šarapova cominciò a provare a servire come faceva prima dell'infortunio alla spalla. I risultati di questo allenamento si videro a Birmingham nel 2010, dove servì la battuta più veloce della sua carriera (195 km/h). A partire dal 2013, in seguito agli allenamenti di Thomas Högstedt, si notarono miglioramenti: il servizio divenne sempre meno falloso.
Le superfici più adatte allo stile di gioco della russa sono quelle veloci. Nella prima parte della carriera Marija Šarapova riusciva a imporsi praticamente solo in queste due tipologie di terreno. A testimonianza di ciò ci sono i primi tre titoli Slam vinti nella sua carriera, tutti su superfici veloci.
All'inizio della sua carriera la russa non si sentiva a proprio agio sulla terra battuta, una superficie lenta poco adatta al suo gioco molto aggressivo. Negli anni mostrò numerosi miglioramenti nel suo gioco su questa superficie, tanto da riuscire, nel 2010, a vincere il suo primo titolo sulla terra a Strasburgo, sette anni dopo avere esordito nel circuito. In seguito alla vittoria dell'Open di Francia nel 2012 ottenne il Career Grand Slam. Arrivò in finale nel torneo parigino anche nel 2013 e nel 2014 lo vinse nuovamente. Grazie ai risultati ottenuti negli ultimi anni Marija Šarapova è diventata la giocatrice in attività con la percentuale più alta di partite vinte sulla terra battuta (83,9%). Dopo il suo infortunio alla spalla la superficie su cui ottiene più vittorie è diventata la terra, a discapito delle superfici veloci, dove, comunque, è riuscita a vincere ancora molti incontri.
La Šarapova è nota anche per le urla che lanciava ad ogni colpo sferrato mentre giocava: alcune hanno raggiunto anche i 105 decibel. Numerosi giornali, sportivi e non, hanno analizzato le ragioni di queste grida, ritenute da molte altre giocatrici (come Agnieszka Radwańska) fastidiose e da sanzionare. La russa ha parlato diverse volte dell'argomento, dicendo che lo considera un meccanismo naturale. Secondo alcune ricerche, l'emissione del cosiddetto grunting aumenterebbe di media la velocità di un colpo del 3,8%. Altri tennisti e commentatori ritengono che il grunting sia un modo per distrarre l'avversario.

## Rivalità

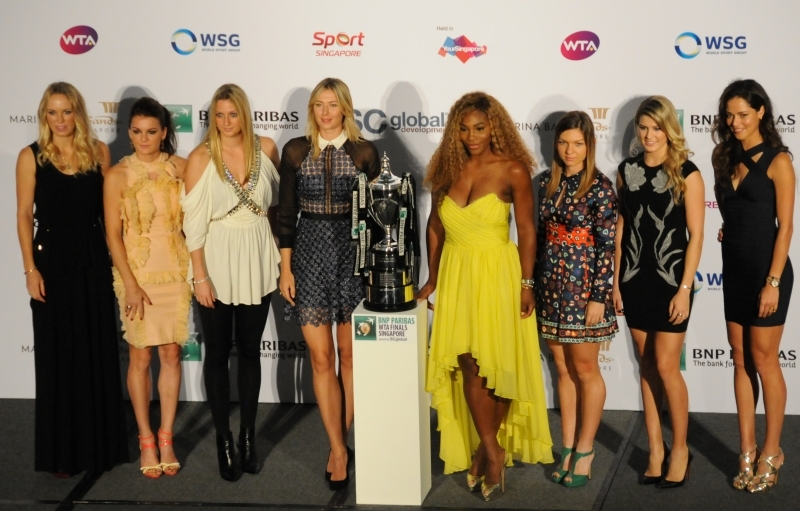
Le 8 partecipanti alle WTA Finals 2014, con Marija Šarapova e Serena Williams al centro.

Marija Šarapova non ha mai avuto una vera e propria rivalità con delle tenniste del circuito, a causa del numero basso di match giocati oppure per il bilancio nettamente favorevole alla russa o a un'altra giocatrice. È il caso, per esempio, delle sfide con Serena Williams: malgrado sia sentita dai media, il bilancio delle sfide è a netto favore della statunitense per 20 a 3.
Marija Šarapova ha un saldo negativo con altre otto ex top ten, ma solo contro Justine Henin ha disputato più di dieci incontri. Ha invece un bilancio positivo con tutte le altre trentaquattro ex top ten che ha incontrato nel circuito (a eccezione di Flavia Pennetta, il cui bilancio di vittorie/sconfitte è in pareggio) e ha vinto più di dieci incontri contro Samantha Stosur (15-2), Agnieszka Radwańska (13-2), Li Na (10-5) e Ana Ivanović (10-4).
Così come con la minore delle sorelle Williams Šarapova ha una sorta di rivalità anche con la canadese Eugenie Bouchard, nata a causa di affermazioni piuttosto perentorie fatte da quest'ultima riguardo al rientro della russa dopo la squalifica per doping. Bouchard rilasciò un'intervista poco prima del torneo di Stoccarda 2017, dove sarebbe avvenuto ufficialmente il ritorno alle competizioni ufficiali di Masha, in cui disse "Non mi fido di lei, ha rovinato tutto. È un'imbrogliona, e credo che gli imbroglioni, in qualunque sport, non dovrebbero tornare più a praticare questo sport. Credo sia ingiusto per il resto delle giocatrici e inoltre la WTA manda un messaggio sbagliato ai bambini, cioè che si possa imbrogliare e poi essere accolti nuovamente a braccia aperte.” Šarapova non rispose alle provocazioni della collega, limitandosi a un "no comment".
Proprio una settimana dopo le due si affrontarono per la quinta volta in carriera (bilancio 4-0 per la russa) al torneo di Madrid dove la Bouchard ebbe la meglio per la prima volta sulla Šarapova. Il match si rivelò essere solamente il preludio di un aspro confronto mediatico tra le due; la canadese commentò così la sua vittoria sulla collega "Ero molto carica prima della partita perché molte colleghe mi avevano privatamente augurato buona fortuna. Ho ricevuto messaggi anche da giocatrici con cui normalmente non parlo. Volevo batterla per me e anche per loro". Le seguenti parole della Bouchard furono poi smentite da numerose colleghe le quali affermarono di non avere mai inviato alcun tipo di messaggio alla Bouchard, né di avere alcun tipo di rapporto con lei. Pochi giorni più tardi fece scalpore un "mi piace" su Twitter, lasciato da Maša, su una pubblicazione riguardante una parodia fatta ai danni della Bouchard, ovvero un fotomontaggio della stessa Bouchard raffigurata sulla copertina del libro di Maša "inarrestabile: la mia vita finora", con la modifica del titolo del libro in "insofferente: la mia vita finora. Volevo essere Marija Šarapova." Molti interpretarono il gesto come una sorta di "vendetta" da parte di Šarapova, la quale sapeva che le parole della Bouchard erano mosse solo dall'invidia che la canadese provava nei suoi confronti.

## Marija Šarapova e i media
Marija Šarapova è una delle tenniste più popolari sui social network. È la tennista con più "mi piace" su Facebook (15 milioni), davanti anche a Rafael Nadal (14,1 milioni) e seconda solo a Roger Federer (18 milioni). Su Twitter, con più di 8,3 milioni di follower, è la seconda tennista donna più popolare dietro a Serena Williams, che ne ha più di dieci milioni.
Diversi tennisti, tra cui Novak Đoković e Grigor Dimitrov, hanno imitato i comportamenti in campo della tennista russa, che è solita compiere dei "rituali" prima di servire. I video di queste imitazioni sono diventati molto popolari su piattaforme come YouTube.
Nel 2017 rilascia il documentario The Point, incentrato sulla sua vita dopo la squalifica per doping, avvenuta nel giugno del 2016. Apprezzato dalla critica è seguito dalla autobiografia rilasciata nel settembre dello stesso anno intitolata "Inarrestabile: La mia vita fin qui".

## Statistiche

### Singolare

#### Finali del Grande Slam

##### Vinte (5)
| Anno | Torneo                      | Superficie  | Avversaria in finale | Risultato        |
| ---- | --------------------------- | ----------- | -------------------- | ---------------- |
| 2004 | Torneo di Wimbledon, Londra | Erba        | Serena Williams      | 6-1, 6-4         |
| 2006 | US Open, New York           | Cemento     | Justine Henin        | 6-4, 6-4         |
| 2008 | Australian Open, Melbourne  | Cemento     | Ana Ivanović         | 7-5, 6-3         |
| 2012 | Open di Francia, Parigi     | Terra rossa | Sara Errani          | 6-3, 6-2         |
| 2014 | Open di Francia, Parigi (2) | Terra rossa | Simona Halep         | 6-4, 6(5)–7, 6-4 |

##### Perse (5)
| Anno | Torneo                         | Superficie  | Avversaria in finale | Risultato   |
| ---- | ------------------------------ | ----------- | -------------------- | ----------- |
| 2007 | Australian Open, Melbourne     | Cemento     | Serena Williams      | 1-6, 2-6    |
| 2011 | Torneo di Wimbledon, Londra    | Erba        | Petra Kvitová        | 3-6, 4-6    |
| 2012 | Australian Open, Melbourne (2) | Cemento     | Viktoryja Azaranka   | 3-6, 0-6    |
| 2013 | Open di Francia, Parigi        | Terra rossa | Serena Williams      | 4-6, 4-6    |
| 2015 | Australian Open, Melbourne (3) | Cemento     | Serena Williams      | 3-6, 6(5)–7 |

### Premi
Nella sua carriera Marija Šarapova ha ottenuto diversi riconoscimenti dalla WTA e da altre organizzazioni. Divisi per anni i più importanti sono i seguenti:
2003
- Miglior giovane promessa (WTA)

2004
- Giocatrice dell'anno (WTA)
- Giocatrice più migliorata (WTA)

2005
- ESPY Award come miglior tennista[18]

2007
- ESPY Award come miglior tennista[18]

2008
- ESPY Award come miglior tennista[18]

2010
- Giocatrice preferita dai fans (WTA)

2012
- ESPY Award come miglior tennista[18]

2013
- Miglior incontro dell'anno (WTA)
- Profilo Twitter preferito
- Profilo Facebook preferito

2014
- Miglior incontro del Grande Slam dell'anno (WTA) (semifinale del Roland Garros 2013 contro Viktoryja Azaranka)
- Tweet preferito (WTA)
- ESPY Award come miglior tennista[18]